# Thomaz Bellucci
Thomaz Cocchiarali Bellucci (Tietê, 30 de dezembro de 1987), é um ex-tenista brasileiro, considerado por diversos analistas esportivos, críticos de tênis e antigos tenistas como um dos dez maiores tenistas brasileiros da Era Aberta.
Em 26 de julho de 2010 chegou a ser 21° colocado do ranking da ATP, sendo o tenista brasileiro que atingiu o segundo mais alto ranking da história (desde que o sistema foi criado em 1973), atrás apenas de Gustavo Kuerten.
Em torneios ATP, conquistou quatro títulos de simples: Gstaad (2009 e 2012), Santiago (2010) e Genebra (2015), além de ter obtido outros quatro vice-campeonatos, totalizando 8 finais. Também possui um título de duplas - Stuttgart (2013). Além disso, tem como campanhas de destaque a semifinal do Masters 1000 de Madrid em 2011 (onde os semifinalistas foram Rafael Nadal, Roger Federer, Novak Djokovic e Bellucci), as oitavas de final no Grand Slam de Roland Garros em 2010, e as quartas de final nos Jogos Olímpicos de 2016. Em 2011, foi semifinalista nas duplas mistas do Torneio de Roland-Garros.

## Carreira
Bellucci fez uma carreira como juvenil e a partir de 2005 começou a jogar torneios profissionais da ATP. Onde como profissional ele atingiu seu melhor ranking em simples no ano de 2010, ao ser classificado como 21° do ranking mundial masculino. É o tenista masculino brasileiro que atingiu o segundo mais alto ranking da história, atrás somente de Gustavo Kuerten.
Já conquistou até o momento em torneios ATP quatro títulos de simples: Gstaad (2009 e 2012), Santiago (2010) e Genebra (2015) - e um em duplas - Stuttgart (2013). Suas referências no mundo do tênis são os ex-tenistas Gustavo Kuerten e Pete Sampras. E sobre eles Bellucci afirmou: “Gostava muito do Pete Sampras quando era pequeno, era muito frio, em certos momentos de aperto ele tinha uma tranquilidade, uma calma que era surpreendente. Mas depois que o Guga surgiu, foi inevitável, também virou um ídolo. Acho que foram as duas referências do tênis” Representa o Brasil na Copa Davis.
Em outubro de 2014, Bellucci posa para revista de moda americana Azzarenko e diz que curte Calvin Klein, Hugo Boss e Adidas, que sua cor favorita é o azul, e que seu carro era um BMW 3 Series.
Tímido e reservado, nas poucas horas que tem de lazer, Bellucci gosta de ficar em casa com a família e, de vez em quando, vai ao cinema ou estádio de futebol assistir aos jogos do time do Palmeiras, seu time do coração.

### Início
Thomaz Belucci começou a disputar torneios que contavam pontos para a ATP em 2004. O início da carreira foi complicado, pois naquele ano o brasileiro operou o joelho devido a um desgaste na cartilagem. Porém, no final da temporada, atuando nas duplas, ganhou o ITF Future de Santos e foi finalista do ITF Future de Brasília. Mesmo conquistando e sendo finalista de eventos ITF Future em 2004. A profissionalização do brasileiro Thomaz Bellucci só aconteceu em 2005. E nesse ano, ele foi finalista em duplas do ITF Future de Santiago, no Chile.
Já em 2006 passou por uma cirurgia. E nesse ano, Bellucci foi finalista em simples do ITF Future de Fortaleza e Guarulhos. Ainda nessa temporada, atuando nas duplas, foi campeão de um ITF Future disputado no Brasil e finalista dos ITF Future de Florianópolis e Sorocaba. Com isso, em pouco mais de um ano entre os profissionais, Bellucci teve uma ascensão meteórica. Pois no início de 2006, o brasileiro figurava abaixo dos 800 melhores tenistas do mundo. Já no final da temporada, ele estava entre os 600 mais bem
posicionados do ranking.

### 2007
Em 2007, Bellucci começou a temporada na posição de número 582 do ranking mundial, mas devido a uma contusão só começou a disputar eventos futures em março. Onde foi para a Itália e Suíça e tentou a sorte em oito torneios, sem grandes resultados. Ao voltar ao Brasil, ele fez um boa sequência e deu sua primeira arrancada ao conquistar o título do torneio Future de Sorocaba, em maio. Além do título em simples, foi vice-campeão em duplas do torneio Future de Sorocaba. Fez ainda uma semifinal em um future disputado na Argentina. Em julho, foi finalista do Challenger de Bogotá na Colômbia. Onde o canhoto Bellucci, à época com 19 anos, fazia sua melhor campanha até aquele momento como profissional, que incluiu as vitórias sobre o japonês Kei Nishikori por 2 sets a 1 (3/6, 6/3 e 6/3) em jogo válido pela primeira rodada e sobre o cabeça de chave 1 do torneio e top 120 do ranking mundial, Santiago Giraldo, na segunda rodada. Mas na final, não conseguiu comemorar um título de nível challenger pela primeira vez. Pois, o garoto paulista Thomaz Bellucci chegou a vencer o primeiro set da decisão em cima do tenista local Carlos Salamanca, por 6/4, mas permitiu a virada por 3/6 e 2/6 e ficou com o vice-campeonato no torneio Challenger de Bogotá. Por ter chegado a final do challenger de Bogotá ele ganhou 113 colocações e subiu para o 330º lugar do ranking mundial.
Na semana seguinte, ainda em julho, disputou o Challenger de Cuenca, Equador. E mais uma vez ficou com o vice-campeonato de um torneio nível Challenger ao perder na final para o argentino Leonardo Mayer por 3/6 e 2/6. Mesmo perdendo o título, com essa boa campanha em Cuenca, Bellucci subiu 65 posições e apareceu na 265ª colocação do ranking mundial.
Em setembro, Bellucci, então sexto melhor tenista do Brasil e 248º do ranking mundial, foi chamado pela primeira vez para representar o time do Brasil na Copa Davis. E estreante na principal competição por países do circuito profissional, Bellucci não resistiu à
experiência do também canhoto Jürgen Melzer, este então 42° colocado do ranking mundial, e perdeu o primeiro jogo do confronto entre Brasil e Áustria, válido pela repescagem da Copa Davis, por 3 sets a 0, com parciais de 6/4, 6/4 e 6/4, em 1 hora e 54 minutos de jogo. A partida foi disputada em Innsbruck, na Áustria. Em outubro, ganhou o título de duplas do torneio da Copa Petrobras de Tênis, ao lado do mineiro Bruno Soares, na etapa de Bogotá na Colômbia. Já na chave de simples foi quadrifinalista da competição. Na semana seguinte, ainda em outubro, Bellucci, então número 224 do mundo, não foi páreo para o espanhol Daniel Muñoz de la Nava, este então 213º do mundo, e perdeu por 2 sets a 0, com parciais de 6/2 e
6/1, em jogo válido pelas oitavas de final da etapa de Belo Horizonte, da Copa Petrobras de Tênis.
Em dezembro, Bellucci, à época com apenas 20 anos, derrotou o argentino Guillermo Coria, este ex-número 3 do ranking mundial da ATP (Associação dos Tenistas Profissionais) por 6/2 e 6/3, em duelo válido pela primeira rodada do Torneio dos
Campeões, evento este que foi disputado em grupos e reuniu os melhores tenistas da Copa Petrobras de Tênis e convidados em Aracaju. Terminou a temporada de 2007 apenas como o 202º tenista do ranking mundial masculino de simples e quarto melhor do Brasil.

### 2008
Em janeiro, apontado como uma das grandes promessas do tênis brasileiro, o paulista iniciou a temporada indo às quartas de final no torneio do Aberto de São Paulo. Com isso, Bellucci, então com 20 anos, garantiu o regresso ao top 200 (no 183º lugar) e, de quebra, assumiu o posto de segundo melhor tenista brasileiro no ranking mundial, pouco a frente de Flávio Saretta. Já em fevereiro, disputou seu primeiro torneio de nível ATP, pois ele jogou o ATP da Costa do Sauípe, no Brasil, como convidado da organização. Mas durante a partida, o equatoriano Nicolas Lapentti não deu chances e eliminou o brasileiro na primeira rodada da chave de simples da competição por 2 sets a 0, com duplo 2/6, em 1 hora e 24 minutos de jogo.
Na semana seguinte, Thomaz Bellucci, então 181º colocado do Ranking mundial, derrotou o austríaco Werner Eschauer, este então número 83 do ranking mundial, na estreia do ATP de Buenos Aires, na Argentina, por duplo 6/4, em 1 hora e 28 minutos de partida. Esta foi a primeira vitória de Bellucci em torneios de nível ATP. Logo depois, ele até que deu trabalho ao seu adversário, mas foi eliminado nas oitavas de final do torneio argentino. Seu algoz foi o experiente argentino Juan Ignacio Chela, então número 25 do mundo, e as parciais do revés foram um duplo 4/6. Mesmo eliminado, do segundo torneio de nível ATP que ele disputou, Bellucci, então o tenista número 2 do Brasil e 181 do ranking mundial, vinha de sua primeira vitória em eventos deste porte, e quase arrancou um set do argentino, pois na primeira parcial, ele quebrou o serviço do adversário no sexto game e teve 4/2 de vantagem, com seu saque.
No final de fevereiro, Bellucci foi campeão do Challenger de Santiago no Chile. Onde na decisão do torneio, ele derrotou o tenista argentino Eduardo Schwank por 2 sets a 0, com parciais de 6/4 e 7/6 (3). Em março, Bellucci ao lado do mineiro Bruno Soares, foi finalista de duplas no torneio Challenger de Bogotá na Colômbia. Na decisão eles perderam o título para a dupla formada por Ramón Delgado e Brian Dabul em sets diretos, por 6/7(5) e 4/6. Em abril, Thomaz Bellucci foi campeão de simples do Challenger de Florianopolis no Brasil. Na final ele venceu de virada o também brasileiro Franco Ferreiro por 2 sets a 1 e parciais de 4/6, 6/4 e 6/2. Bellucci também foi vice-campeão em duplas do Challenger de Florianopolis. Onde na decisão do torneio, ele e o mineiro Bruno Soares perderam para a dupla formada por Adrián Garcia e Leonardo Mayer por 2 sets a 0, com parciais de 6/2 e 6/0.
No final de abril, Bellucci foi campeão do Challenger de Túnis na Tunísia. E ele venceu o sérvio Dušan Vemić na final do torneio por 2 sets a 0 e parciais de 6/2 e 6/4. Também foi campeão em duplas do Challenger de Túnis. Onde na decisão, ele e o mineiro Bruno Soares venceram a dupla formada por Jean-Claude Scherrer e Nicolas Tourte por 2 sets a 0, com parciais de 6/3 e 6/4. No início de maio, Bellucci foi campeão do Challenger de Rabat no Marrocos. Onde na decisão do torneio, ele derrotou o tenista argentino Martín Vassallo Argüello por 2 sets a 0, com parciais de 6/2 e 6/2. Ainda em maio, Thomaz Bellucci fez sua estreia em torneios de Grand Slam, e conseguiu um surpreendente equilíbrio com Rafael Nadal, mas acabou eliminado de Roland Garros. Em um jogo bastante parelho, Bellucci, então o tenista número um do Brasil e 76º do ranking mundial da ATP, deu trabalho para o espanhol, que contou com a inexperiência do brasileiro nos momentos decisivos e avançou para a segunda rodada do Grand Slam de Roland Garros. Durante o jogo Belucci não se intimidou diante de Nadal, este então número dois do ranking mundial masculino, e fez uma boa partida, que teve duração de duas horas e 33 minutos. O brasileiro, então com 20 anos, acabou pecando em alguns dos momentos mais importantes do confronto e foi derrotado por Nadal em 3 sets, com parciais de 5/7, 3/6 e 1/6.
Na sequência, já em junho, Thomaz Bellucci foi eliminado nas semifinais do Challenger de Prostějov, na República Tcheca. Onde depois de não tomar conhecimento do tcheco Tomas Berdych nas quartas de final, pois venceu o então número 13 do ranking mundial na casa do rival pelas parciais de 6/4 e 6/2, o brasileiro caiu na semifinal diante do argentino Agustín Calleri, este então um adversário de ranking bem mais modesto (à época o tenista argentino era apenas o 54º colocado do ranking mundial), mas especialista no piso de saibro, por 2 sets a 0, parciais de 2/6 e 5/7.
Em seguida, Thomaz Bellucci, então 68° do ranking mundial, disputou o ATP de Nottingham. Mas ele não teve sorte em sua primeira partida disputada em quadras de grama. Pois o brasileiro, que até aquele momento nunca havia jogado uma partida oficial na grama e era o cabeça de chave número dois no qualificatório do torneio, caiu logo na primeira rodada do qualificatório diante do britânico Daniel Cox, este então 942° do ranking mundial, por 2 sets a 1, com parciais de 4/6, 6/4 e 4/6.
Ainda em junho de 2008, Bellucci, então com 20 anos, conquistou sua primeira vitória em um torneio do Grand Slam. Bellucci, então tenista número 1 do Brasil, bateu o russo Igor Kunitsyn por 3 sets a 1, com parciais de 7/6 (7/5), 7/6 (7/5), 3/6 e 6/2, na primeira rodada do Torneio de Wimbledon. Já na segunda rodada, ele lutou muito, mas perdeu para o alemão Simon Stadler por 3 sets a 2, com parciais de 6/3, 3/6, 1/6, 7/6(5) e 6/8, em quase quatro horas de jogo e foi eliminado de Wimbledon.
Em julho, foi cabeça de chave número 8 do ATP de Indianápolis, nos Estados Unidos. Mas Bellucci perdeu de virada para o colombiano Alejandro Falla por 2 sets a 1, pelas parciais de 6/3, 4/6 e 1/6, e foi eliminado em sua estréia na competição.
Já em agosto, ele disputou as Olimpíadas de Pequim, na China. Mas o sonho olímpico de Thomaz Bellucci durou pouco. Pois, o brasileiro enfrentou o eslovaco Dominik Hrbaty na estréia dos Jogos Olímpicos e apesar de acertar bons saques e começar vencendo a partida, permitiu a
virada do adversário e foi eliminado por 2 sets a 1, com parciais de 6/2, 4/6 e 2/6.
Ainda em agosto, Thomaz Bellucci foi eliminado do Grand Slam do US Open, também na segunda rodada, ao ser derrotado pelo argentino Juan Martin Del Potro, então número 17 do ranking mundial masculino da ATP, por 3 sets a 1, com parciais de 4/6, 6/1, 7/5 e 6/3.
Depois, em setembro, Thomaz Bellucci, então 78° do ranking mundial, disputou dois jogos pelo Brasil no confronto contra a Croácia pela repescagem do Grupo Mundial da Copa Davis, em Zadar na Croácia. E Bellucci perdeu sua primeira partida do confronto para Mario Ancic, este então número 31 do ranking mundial, por 3 sets a 0, e pelas parciais de 2/6, 6/7(4) e 6/7(3) em duas horas e 30 minutos de atuação. Já em sua segunda partida, o brasileiro perdeu, por 3 sets a 1, para o croata Ivo Karlovic, este então 14º do ranking mundial, pelas parciais de 6/7(5), 4/6, 7/6(6) e 6/7(4) em 3 horas e 37 minutos de duelo.
Dias após defender o Brasil na Copa Davis, Bellucci, então número 79 do ranking mundial, entrou em quadra pelo ATP de Bangkok na Tailândia e foi eliminado logo na estréia do torneio, que foi jogado sobre quadras rápidas. Onde pouco inspirado, Bellucci acabou derrotado pelo italiano Simone Bolelli, este então 45º do ranking mundial, por 2 sets a 0, em um duplo 6/3, e em uma hora e oito minutos de partida. Após o ATP de Bangkok, seu próximo desafio foi o Challenger de Mons, na Bélgica. Mas Bellucci, então o segundo melhor tenista do Brasil e 81° do ranking mundial, perdeu na estréia do torneio para o sueco Dick Norman por 2 sets a 1, e pelas parciais de 4/6, 7/6(1) e 4/6.
Logo após, foi eliminado na estréia do ATP de Estocolmo na Suécia, disputado em quadra rápida, ao perder de virada por 2 sets a 1 e parciais de 7/6(5), 3/6 e 5/7 para o finlandês Jarkko Nieminen, este então cabeça-de-chave número 3 do torneio sueco e 33º do ranking mundial. Esta foi a sexta derrota consecutiva do tenista brasileiro, pois ele também vinha de eliminações no Challenger de Mons, no ATP de Bangkok, e na segunda rodada do Grand Slam do US Open, além de perder as duas partidas no confronto com a Croácia pela Copa Davis.
No final de outubro, foi vice-campeão em duplas do Challenger de Buenos Aires na Argentina. Onde na final do torneio, ele e o espanhol Rubén Ramírez Hidalgo perderam para a dupla argentina formada por Máximo González e Sebastián Prieto por 2 sets a 0, com parciais de 5/7 e 3/6. Em dezembro, Bellucci terminou sua parceria com o treinador Leonardo Azevedo, que vinha desde outubro de 2007. E João Zwetsch foi contratado como substituto.

### 2009
Em 2009, Bellucci começou o ano como nº 87 do mundo, terminando como nº 36.
Em janeiro, em sua primeira competição oficial na temporada de 2009, Thomaz Bellucci, então o tenista número 1 do Brasil, foi eliminado no qualifying do ATP 250 de Brisbane na Austrália. Onde ele já estava na segunda rodada do qualificatório, mas perdeu para o italiano Andrea Stoppini por 2 sets a 0, com parciais de 3/6 e 4/6. Na semana seguinte, Bellucci foi eliminado na terceira rodada do qualifying do ATP 250 de Auckland, na Nova Zelândia. Onde, depois de ter vencido as duas primeiras partidas do torneio, o paulista parou na última rodada do qualificatório. Pois, após uma hora e 54 minutos de jogo, Bellucci caiu diante do norte-americano John Isner, por 3/6, 7/5 e 6/7(3). Logo após, ainda em janeiro, o tenista Thomaz Bellucci foi eliminado logo na primeira rodada do Grand Slam do Open da Austrália. O brasileiro perdeu por 3 sets a 0 , com parciais de 3/6, 5/7 e 4/6 para Lu Yen-hsun de Taiwan. Em seguida, foi derrotado pelo tenista argentino José Acasuso por 2 sets a 0 (6/7 e 3/6) e acabou eliminado nas oitavas de final do ATP 250 de Viña Del Mar, no Chile.
Depois, em fevereiro, Bellucci realizou sua primeira grande participação em torneios de nível ATP no ATP 250 do Brasil Open, realizado na Costa do Sauípe, na Bahia. Onde Bellucci derrotou Lukasz Kubot, Juan Carlos Ferrero (ex-número 1 do ranking mundial) e Frederico Gil para chegar a final. Mas na decisão, perdeu a partida e o título por 2 sets a 1 (3/6, 6/3 e 4/6) para o espanhol Tommy Robredo.
Na semana seguinte, o tenista brasileiro Thomaz Bellucci não conseguiu manter o ritmo que o levou ao vice-campeonato do ATP do Brasil Open, e foi eliminado logo na estréia do ATP de Buenos Aires, na Argentina. Onde contra o espanhol Marcel Granollers, ele levou a pior em dois sets, e perdeu por duplo 5/7, em quase duas horas de jogo. Logo depois, perdeu para o tenista francês Gaël Monfils por 2 sets a 1, com parciais de 6/7(4), 7/6(5) e 1/6, pela segunda rodada do ATP 500 de Acapulco, no México.
Em março, pelo Masters 1000 de Indian Wells, ele venceu seu 1° jogo numa chave principal de um ATP Masters 1000 (série de torneios dos mais difíceis do mundo, em termos de ranqueamento dos jogadores) onde derrotou o sérvio Janko Tipsarevic, então nº 46 do mundo, por 2 sets a 1, de virada, com parciais de 5/7, 7/5 e 6/2. Mas, Bellucci foi eliminado do Torneio de Indian Wells na segunda rodada ao ser derrotado pelo espanhol Fernando Verdasco com certa facilidade, por 2 sets a 0, com parciais de 5/7 e 1/6, após uma hora e 25 minutos de duelo.
Na semana seguinte, Bellucci foi eliminado na primeira rodada do Masters 1000 de Miami, nos Estados Unidos, ao perder para o francês Fabrice Santoro por 2 sets a 1, com parciais de 4/6, 6/4 e 1/6. Em abril, o tenista paulista Thomaz Bellucci disputou o ATP 250 de Casablanca, no Marrocos. E acabou sendo superado na estreia pelo francês Florent Serra por 2 sets a 0, com um duplo 3/6. Depois, Bellucci deu adeus ao sonho de disputar a chave principal do Masters 1000 de Monte Carlo, em Mônaco. O tenista brasileiro perdeu para o equatoriano Nicolas Lapentti, por 2 sets a 1, com parciais de 2/6, 7/6 (7-3) e 6/3, em partida válida pelo qualifying. Em seguida, foi eliminado logo em sua estreia no ATP 500 de Barcelona, disputado em quadras de saibro, ao perder para o argentino Juan Ignacio Chela, por 2 sets a 1, parciais de 2/6, 6/3 e 4/6.
Logo depois, ainda em abril, o tenista brasileiro Thomaz Bellucci (então 72º do mundo) foi eliminado na primeira rodada do Masters 1000 de Roma, na Itália, pelo espanhol Feliciano Lopez (então 32º do mundo) por 2 sets a 0, parciais de 4/6 e 2/6.
Em maio, Bellucci não conseguiu superar a má fase e voltou a ser eliminado em uma estreia. Dessa vez, ele perdeu por 2 sets a 0, com um duplo 4/6, para o austríaco Daniel Köllerer, em 1 hora e 48 minutos, pela primeira rodada do ATP 250 de Kitzbühel, na Áustria.
Depois, Thomaz Bellucci foi eliminado na estreia do Grand Slam de Roland Garros pelo argentino Martín Vassallo Argüello, mais por uma forte cãimbra do que pelo jogo do argentino. O paulista empatava o confronto por 4/6, 7/6 (7/4) e 5/5 quando sentiu fortes dores e foi obrigado a abandonar a partida.
Após o Grand Slam de Roland Garros, por não possuir mais ranking para jogar torneios ATP, Bellucci voltou a disputar torneios de nível Challengers. E deu certo. Pois conquistou o título do Challenger de Rimini, Itália, ao derrotar o argentino Juan Pablo Brzezicki na final, de virada, por 3/6, 6/3 e 6/1. Com o título nas quadras italianas, Bellucci encerrou um jejum de 14 meses sem conquistas no circuito mundial. O último título do paulista havia sido no Challenger de Rabat, em maio de 2008, no Marrocos.
Após o título do Challenger de Rimini, Bellucci, então n° 117 do mundo, seguiu na Itália e jogou o Challenger de Recanati. Mas Thomaz Bellucci não conseguiu dar sequência à boa fase e foi eliminado logo na estreia do torneio. O brasileiro foi superado pelo austríaco Martin Fischer, este então 205º no ranking mundial, por 6/7, 7/6 e 2/6.
O próximo torneio que Bellucci disputou foi o ATP 250 de Gstaad, na Suíça, este jogado no saibro. E Bellucci, então número 119 do mundo, passou pelo qualificatório e venceu na primeira rodada da chave principal a Michael Lammer, logo depois, nas oitavas de final, eliminou o suíço Stanislas Wawrinka, este então 24° do mundo e cabeça de chave n° 1 do torneio. Na sequência, já pelas quartas de final, levou sorte contra o veterano alemão Nicolas Kiefer, pois este vencia o jogo por um set a zero quando abandonou a partida por causa de problemas físicos. Em seguida, pela semifinal, Bellucci ganhou confiança e venceu outro cabeça de chave do torneio ao derrotar o russo Igor Andreev. Já na final venceu o alemão Andreas Beck, por 2 sets a 0 e parciais de 6/4 e 7/6(7-2). Com isso, Thomaz Bellucci, à época com 21 anos, conquistou o primeiro título ATP de sua carreira. O feito o colocou à época em um grupo seleto de tenistas brasileiros que na historia do tênis masculino conseguiram conquistar torneios ATP em simples, os outros foram Thomaz Koch, Luiz Mattar, Gustavo Kuerten, Fernando Meligeni, Jaime Oncins e Ricardo Mello. Esse também foi o primeiro título ATP de um tenista brasileiro desde 2004, quando o paulista Ricardo Mello, no piso sintético, conquistou o troféu do ATP de Delray Beach, nos Estados Unidos. Com o título do ATP 250 de Gstaad, Bellucci ganhou 250 pontos, e isso resultou em grande salto no seu ranking, pois pulou da 119ª posição mundial para a 65ª.
No início de setembro, Thomaz Bellucci, então na 69ª posição do ranking da ATP, passou pelo qualifying do Grand Slam do US Open e venceu na primeira rodada o taiwanês Lu Yen-hsun por 3 sets a 0, com parciais de 6/4, 6/2 e 6/3. O triunfo foi o 11º seguido dele no circuito mundial, pois antes de disputar a chave principal do Grand Slam americano, o paulista então com 21 anos, passou pelo qualifying, onde venceu três jogos, e antes havia conquistado o título do ATP de Gstaad, na Suíça. Mas, na segunda rodada do US Open foi eliminado pelo francês Gilles Simon, então número 9 do mundo, por 3 sets a 0, com parciais de 3/6, 2/6 e 4/6.
No final de setembro, Bellucci disputou o ATP 250 de Bangkok, na Tailândia. Onde então número 1 do Brasil, ele não resistiu ao sérvio Viktor Troicki (então 32° do mundo), e foi eliminado na segunda
rodada do torneio pelas parciais de 3/6 e 6/7 (4), em 1 hora e 27 minutos de jogo.

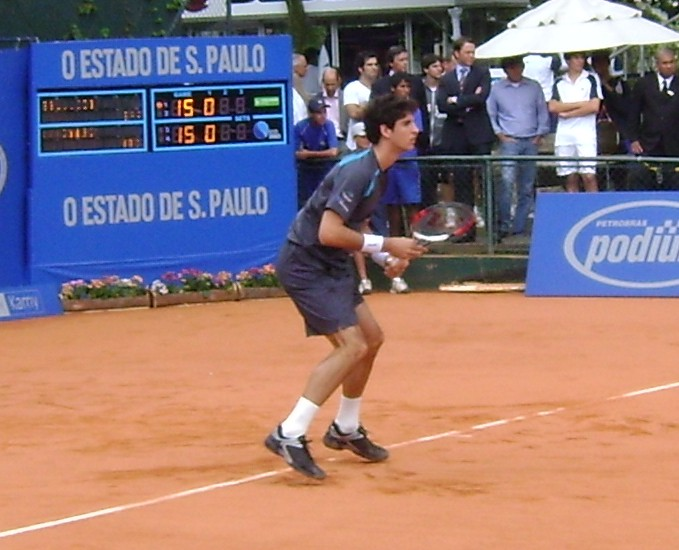
Bellucci no Challenger de São Paulo, 2009

Em outubro, foi eliminado na primeira rodada do ATP 500 de Tóquio, no Japão, após ser derrotado pelo russo Mikhail Youzhny por 2 sets a 0, com parciais de 2/6 e 3/6. Este foi o primeiro confronto oficial entre os dois tenistas, e durou cerca de uma hora e meia. Em seguida, foi eliminado na segunda rodada do Masters 1000 de Xangai, na China, ao
perder para o chileno Fernando González por 2 sets a 0, com parciais de 3/6 e 4/6. Por ter chegado à segunda rodada do Masters 1000 de Xangai, passando pelo qualifying, Bellucci conseguiu chegar pela primeira vez no top 50 do ranking mundial de simples.
Logo depois, ainda em outubro, também começou a mostrar evolução em quadras rápidas, porém não resistiu à rapidez do belga Olivier Rochus e foi eliminado na semifinal do ATP 250 de Estocolmo, na Suécia. Onde então o tenista número 1 do Brasil e 45º do mundo, ele foi derrotado por 2 sets a 1, com parciais de 6/7(4), 6/4 e 3/6, em jogo equilibrado, com quase duas horas e meia de duração.
Em novembro, ele conquistou o Challenger de São Paulo. Onde na final do torneio, na quadra central da Sociedade Harmonia de Tênis lotada, o tenista Thomaz Bellucci, então número 1 do Brasil e 43º do mundo, ratificou a condição de principal favorito da competição e venceu pela primeira vez na carreira o equatoriano Nicolás Lapentti, então 130º do mundo e cabeça-de-chave 5, por duplo 6/4, em 1 hora e 33 minutos de partida. No final da temporada, o tenista brasileiro Thomaz Bellucci entrou na lista dos 40 melhores tenistas do ranking mundial masculino de simples da ATP.

### 2010
Em 2010, Bellucci começou o ano como nº 36 do mundo, terminando como nº 31. Aqui, chegou ao pico de seu ranking, n.21 do mundo, em julho.
Em 2010, Bellucci continuou sua evolução, se fixando no grupo dos melhores tenistas do mundo e jogando unicamente torneios de nível ATP, os mais difíceis do circuito mundial de tênis. E ele iniciou a temporada com melhores resultados do que em 2009, pois foi às quartas de final no torneio ATP de Brisbane, oitavas de final no ATP de Auckland e chegou à 2ª rodada do Grand Slam do Australian Open, perdendo neste último torneio para o norte-americano e ex-número 1 do ranking mundial Andy Roddick.
Depois, em fevereiro, Thomaz Bellucci sagrou-se campeão do ATP 250 de Santiago, no Chile. Onde durante o torneio ele derrotou os tenistas Nicolas Lapentti, Paul Capdeville, Eduardo Schwank, Fernando González e na final ao argentino Juan Mónaco, este então 27° do mundo, por 2 sets a 1 e pelas parciais de 6/2, 0/6 e 6/4. Com a vitória e o título, Bellucci consolidou sua posição entre os 30 melhores tenistas do ranking mundial. Esta foi a terceira final da carreira de Bellucci e seu segundo título da ATP. Pois no ano anterior o brasileiro já havia se sagrado campeão do ATP 250 de Gstaad, na Suíça e chegado à final do ATP 250 do Brasil Open, realizado na Costa do Sauípe, na Bahia.
Em março, por ser cabeça de chave do Masters 1000 de Indian Wells, nos EUA, Bellucci entrou na competição diretamente na
segunda rodada. Mas, o brasileiro, contou com a desistência do
espanhol Carlos Moya e sequer precisou entrar em quadra para chegar à
fase seguinte. Sem atuar nas duas primeiras rodadas, Thomaz Bellucci fez sua estreia em Indian Wells na terceira rodada e acabou eliminado
logo em seu primeiro desafio. Onde então cabeça de chave número 26 do torneio, o brasileiro
foi surpreendido pelo espanhol Guillermo García-López e perdeu
de virada por 2 sets a 1, com parciais de 6/4, 2/6 e 1/6.
Ainda em março, ele disputou o Masters 1000 de Miami, nos Estados Unidos, e alcançou as oitavas de final do torneio, após passar a 1º rodada de Bye e derrotar James Blake e Olivier Rochus, perdendo nos detalhes para o espanhol Nicolas Almagro no tie-break de um equilibrado duelo, por 2 sets a 1, com parciais de 4/6, 6/3 e 6/7 (3-7). Em abril, então número 31 do ranking mundial, foi eliminado na estreia do Masters 1000 de Monte Carlo, em Mônaco, ao ser derrotado de virada pelo tenista alemão Philipp Kohlschreiber por 2 sets a 1, com parciais de 6/2, 3/6 e 6/7(3), após 2 horas e 22 minutos de partida.
Depois, Thomaz Bellucci chegou às quartas de final do ATP 500 de Barcelona, na Espanha. Onde durante o torneio derrotou Jarkko Nieminen, Victor Hanescu e Guillermo García López, parando somente no anfitrião David Ferrer, por 2 sets a 0, com parciais de 4/6 e 0/6.
Ainda em abril, disputou o Masters 1000 de Roma, na Itália. E durante a competição derrotou os tenistas Leonardo Mayer e John Isner para alcançar as oitavas de final do torneio, onde o tenista brasileiro Thomaz Bellucci, então 28º colocado do ranking mundial, foi eliminado nesta fase, ao perder para o sérvio Novak Djokovic, então número dois do ranking mundial da ATP, por 2 sets a 0, em duplo 4/6.
Em maio, Bellucci, então número 26 do ranking mundial, não conseguiu um bom desempenho na partida contra o argentino Juan Mónaco, este então 27º do mundo, e foi eliminado facilmente na segunda rodada do Masters 1000 de Madrid, na Espanha, por 2 sets a 0, em duplo 2/6, após 1 hora e 11 minutos de jogo.
Depois, Thomaz Bellucci decepciona e é eliminado do ATP 250 de Nice logo na partida de estreia da competição ao perder para o argentino Leonardo Mayer por 2 sets a 0, com parciais de 4/6 e 1/6. Esta foi a primeira vez que Bellucci foi derrotado por Mayer. Ainda em maio, pelo Grand Slam de Roland Garros de 2010, Bellucci chegou pela primeira vez às oitavas de final de um torneio de Grand Slam, onde derrotou Michael Llodra, Pablo Andújar e o cabeça de chave 14 do torneio e ex-nº 3 do mundo, Ivan Ljubicic, sendo parado somente pelo futuro campeão do torneio, Rafael Nadal, por 6/2, 7/5 e 6/4. Com isso, se igualou à Thomaz Koch como o 2º melhor tenista brasileiro masculino da história do ranking da ATP, por obter a 24º posição - atrás apenas de Gustavo Kuerten, que foi nº 1 do ranking mundial.
Em junho, jogou o Grand Slam de Wimbledon, e chegou a uma inédita terceira rodada, sendo derrotado pelo então nº 6 do mundo, Robin Söderling por 3 sets a 0, parciais de 6/4, 6/2 e 7/5. O desempenho no Torneio de Wimbledon lhe rendeu mais uma pequena escalada até a 22ª posição do ranking, isolando-o como o 2º melhor jogador brasileiro da História.

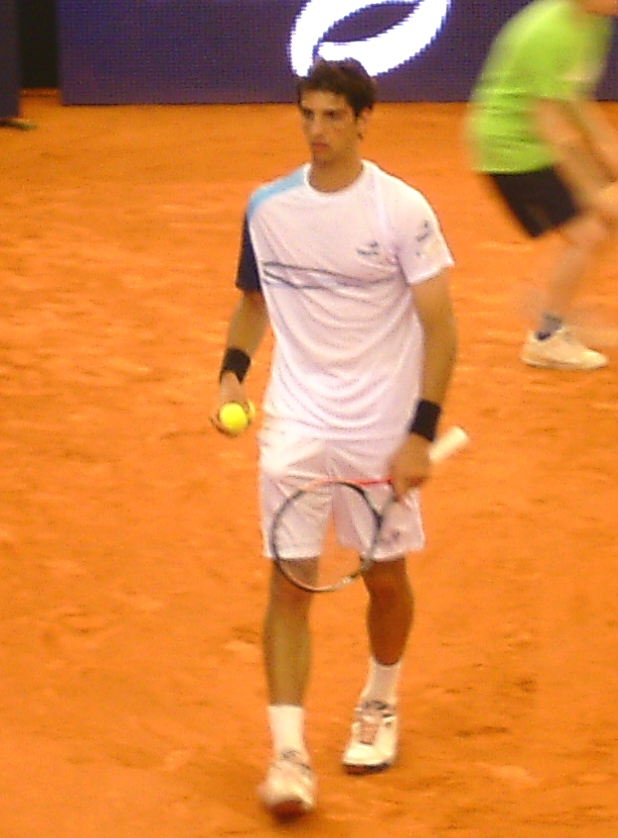
Bellucci em Hamburgo, 2010

Já em julho, disputou o ATP 500 de Hamburgo, na Alemanha. E ele chegou às quartas de final do torneio, onde parou aí ao ser derrotado pelo italiano Andreas Seppi, então 70° do mundo, por 2 sets a 1, com parciais de 6/7(0), 7/5 e 5/7, em 3 horas e 11 minutos. Mas, mesmo eliminado, subiu mais uma posição, se tornando o 21º colocado do ranking mundial masculino de simples.
No final de julho, Bellucci sentiu a pressão de ter que defender o seu titulo no ATP 250 de Gstaad, na Suíça, e acabou sendo eliminado na primeira rodada da competição. Bellucci, que era o terceiro cabeça de chave do torneio, foi
surpreendido e derrotado pelo suíço Marco Chiudinelli, então número 63 do mundo, por 6/7(4), 6/0 e 4/6 em uma partida de 2 horas e 16 minutos. O brasileiro nunca havia perdido para o suíço nos outros três jogos anteriores entre eles.
Em agosto, não teve uma boa atuação e acabou eliminado logo em sua estreia pelo Masters 1000 de Toronto, no Canadá, disputado sobre o piso duro. O algoz do tenista paulista foi o letão Ernests Gulbis. Em 1 hora e 29 minutos de jogo, Bellucci acabou derrotado por 2 sets a 0, com parciais de 1/6 e 4/6.
Posteriormente, Bellucci foi eliminado do Masters 1000 de Cincinnati, nos Estados Unidos, ao perder a partida contra o
cipriota Marcos Baghdatis, pela segunda rodada do torneio, por 2 sets a 1, com parciais de 2/6, 6/4 e 6/7(4), após 2 horas e 07 minutos de jogo. Ainda em agosto, ele disputou o último torneio antes do US Open. Onde foi cabeça de chave número 2 e um dos favoritos ao título do ATP 250 de New Haven, nos Estados Unidos. Mas, o tenista brasileiro Thomaz Bellucci, então 28º do
mundo, foi eliminado na segunda rodada ao perder para o eslovaco Lukas Lacko, então número 72 do ranking mundial, por 2
sets a 1, com parciais de 4/6, 7/6(4) e 0/6.
Já no início de setembro, Bellucci foi cabeça de chave n° 23 do Grand Slam do US Open, mas amargou uma eliminação precoce na segunda rodada. Em uma partida de quase quatro horas de duração (3 horas e 51 minutos), ele ficou perto de se classificar pela primeira vez à terceira rodada do US Open, mas acabou perdendo, de virada, para o sul-africano Kevin Anderson, por 3 sets a 2, com parciais de 7/6(4), 4/6, 7/5, 4/6 e 6/7(2).
Depois, Bellucci representou o Brasil na Copa Davis, em Chennai, na Índia, onde somou uma vitória e uma derrota. No confronto, o paulista ainda teve a chance de fechar o duelo contra a Índia, mas sentiu dificuldades em respirar e abandonou o jogo quando perdia por 6/7(3) e 0/4 para o indiano Somdev Devvarman.
Logo depois, no início de outubro, durou menos de uma hora a participação de Thomaz Bellucci no ATP 500 de Pequim. Onde então número 1 do Brasil e 27° do mundo, ele não conseguiu um break point sequer e foi presa fácil para o croata Marin Cilic (então 14° do mundo), que aproveitou quatro chances de quebra e venceu o brasileiro com facilidade por duplo 6/2.
Em seguida, Bellucci foi eliminado na segunda rodada do Masters 1000 de Xangai, na China, ao perder para o
espanhol David Ferrer por 2 sets a 0, com parciais de 6/7(7) e 3/6.
Logo após o Masters 1000 de Xangai, Thomaz Bellucci seguiu para a Suécia, onde disputou o ATP 250 de Estocolmo, este disputado em quadra rápida coberta. Porém, depois de um ótimo começo de partida, Bellucci, então número 27 do mundo, decepcionou e foi eliminado logo na estréia do torneio sueco, onde ele então número 1 do Brasil e sétimo favorito ao título da competição foi eliminado pelo
convidado americano James Blake, este ex-top 4 e então n° 135 do ranking mundial, por 2 sets a 1, de virada, com parciais de 6/3, 4/6 e 4/6 após 1 hora e 41 minutos de confronto. Mesmo eliminado de Estocolmo, Bellucci permaneceu como 27º colocado do ranking mundial da ATP.
Em seguida, já no final de outubro, Thomaz Bellucci conseguiu quatro boas vitórias e alcançou a final do Challenger de São Paulo no Brasil. Mas na decisão do torneio perdeu a partida e o título para o compatriota Marcos Daniel por 2 sets a 1 e parciais de 1/6, 6/3 e 3/6. Em novembro, Bellucci foi eliminado na segunda rodada do Masters 1000 de Paris, na França. E encerrou sua temporada. O tenista paulista foi derrotado pelo russo Nikolay Davydenko por 2 sets a 0, com parciais de 3/6 e 0/6, em apenas 56 minutos de disputa. Ao final da temporada, o tenista brasileiro Thomaz Bellucci terminou sua parceira com o técnico João Zwetsch, tendo colhido durante o tempo que passaram juntos a bons resultados.

### 2011
Em 2011, Bellucci começou o ano como nº 31 do mundo, terminando como nº 37.
Neste ano, passou a ser treinado por Larri Passos, ex-técnico de Gustavo Kuerten.

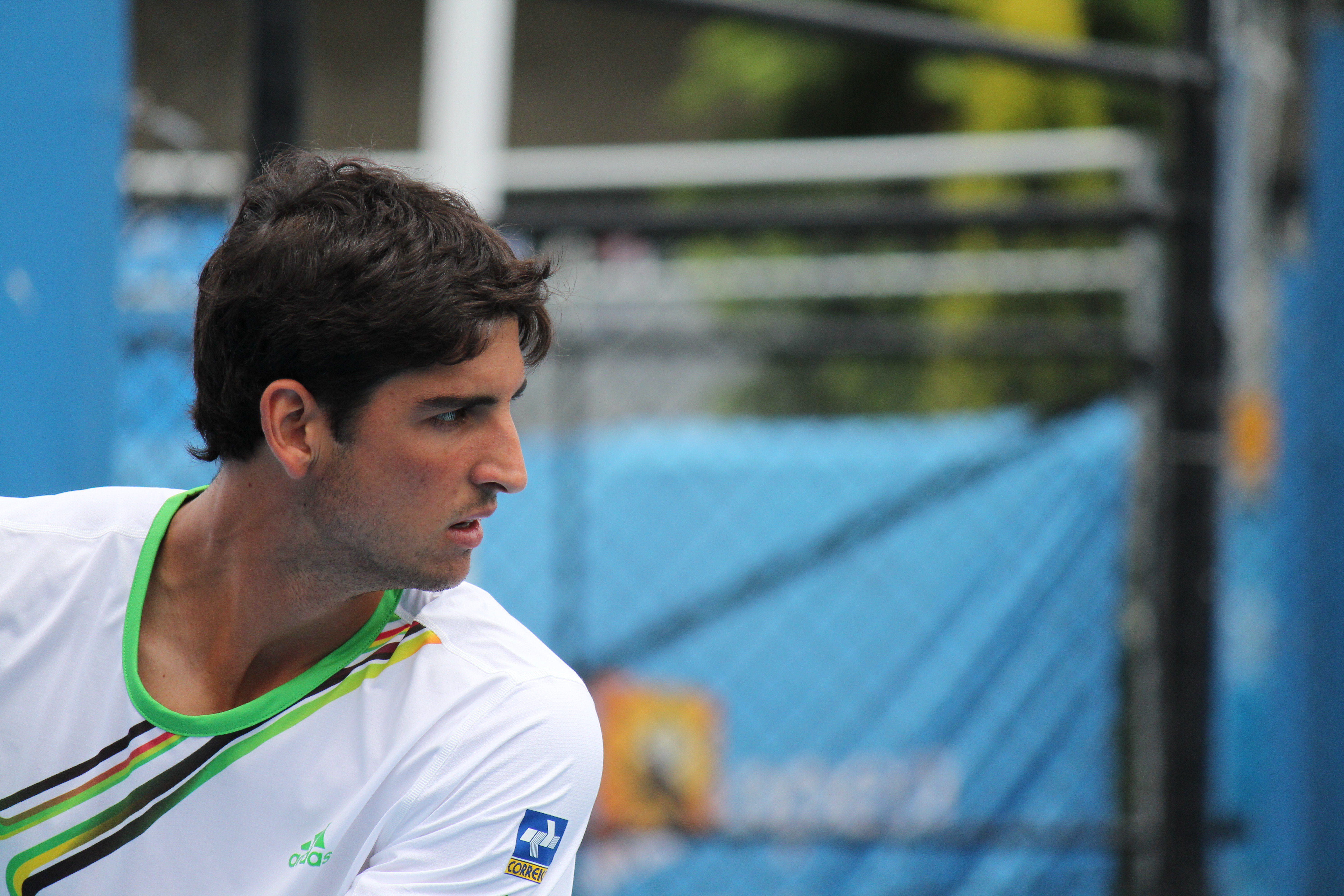
Thomaz Bellucci no Australian Open 2011

Começou a temporada de 2011 disputando o ATP 250 de Auckland, na Nova Zelândia, onde foi eliminado nas quartas de final. Em seguida, ele disputou o Grand Slam do Australian Open. E depois de vencer o compatriota Ricardo Mello em uma batalha de cinco sets na estreia do torneio, Bellucci novamente instável em quadra, foi derrotado pelo tcheco Jan Hernych, este vindo do qualificatório e então número 241 do ranking mundial. A derrota foi por 3 sets a 2, com parciais de 2/6, 7/6 (11), 4/6, 7/6 (3) e 6/8, após 4h36, jogo mais longo até então da sua carreira. Logo depois, Bellucci não conseguiu defender o título do ATP 250 do Chile, parando nas quartas de final e por isso teve uma queda de seis posições, passando a ocupar o 37º posto do ranking mundial da ATP, sua pior colocação desde novembro de 2009.
Em fevereiro, foi eliminado nas quartas de final do ATP 250 do Brasil Open. Mas no ATP 500 de Acapulco, ele conseguiu sua primeira vitória na carreira sobre um top 10 (Fernando Verdasco, então nº 9 do ranking mundial) na primeira rodada da competição, e fez sua melhor campanha neste tipo de torneio, chegando às semifinais, onde foi eliminado em um grande jogo com o espanhol Nicolas Almagro, que vinha de 2 títulos de ATP seguidos.
Em março, foi eliminado na terceira rodada do Masters 1000 de Indian Wells, nos Estados Unidos. Diante do tcheco Tomas Berdych, 7º no ranking mundial, por 2 sets a 0.
No final de março, ele estreou no Masters 1000 de Miami, nos EUA, sendo eliminado por James Blake.
Em abril, no Masters 1000 de Monte Carlo, foi eliminado na estreia por Gilles Simon, n.24 do mundo.

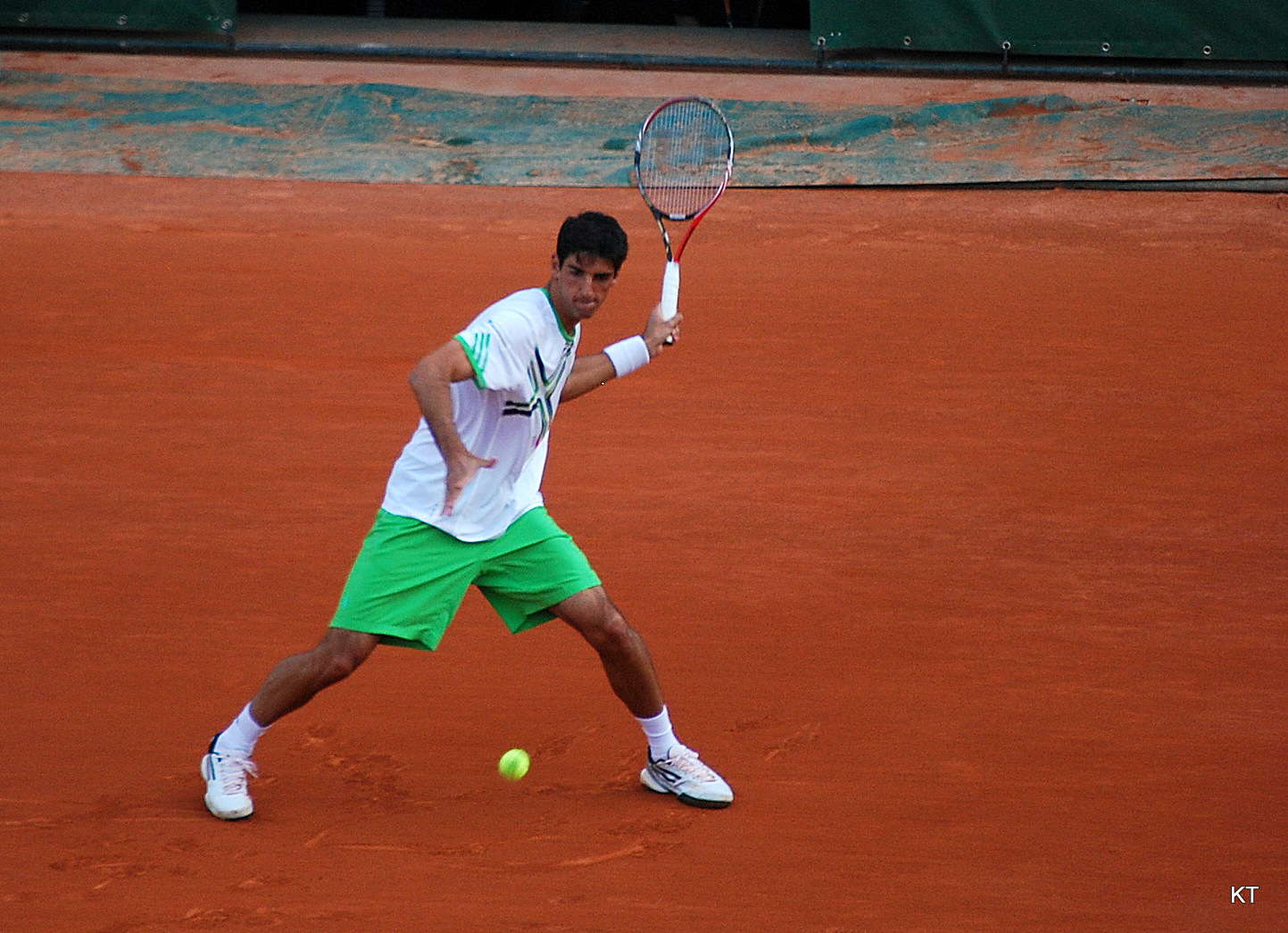
Thomaz Bellucci em Roland Garros 2011

Em maio, no Masters 1000 de Madrid, Bellucci conseguiu vencer pela primeira vez um tenista top 5 (Andy Murray, então nº 4 do mundo) e chegar às quartas de final de um Masters 1000. Na sequência, com mais uma atuação impecável, derrotou Tomas Berdych, então número 7 do mundo, por 7/6(2) e 6/3, chegando às semifinais, fato que o Brasil não conseguia há 8 anos. Na semifinal, contra o invicto na temporada Novak Đjoković, então número 2 do mundo, começou muito bem e ganhou o primeiro set por 6/4. No entanto, após abrir 3/1 no segundo set, teve problemas físicos (o brasileiro chegou a pedir tempo médico e recebeu atendimento na coxa no terceiro set) e o sérvio fechou por 6/4, 4/6 e 1/6. Mesmo eliminado, com a campanha do torneio, o brasileiro se aproximou novamente do grupo dos 20 melhores tenistas do mundo, dando um salto de 14 posições, indo do 36º para o 22º lugar do ranking mundial da ATP.
Depois de surpreender no torneio de tênis do Masters 1000 de Madrid, quando chegou à
semifinal, Bellucci não repetiu o desempenho durante o Masters 1000 de Roma, sendo eliminado na estreia pelo italiano Paolo Lorenzi, este então número 148 do mundo, por 2 sets a 0.
No final de maio, Bellucci foi ao Grand Slam de Roland Garros, onde derrotou Andrey Golubev, n.44 do mundo, e Andreas Seppi, n.51 do mundo. Contra o francês Richard Gasquet, n;16 do mundo, acabou perdendo por 3 sets a 1,na 3a rodada. Bellucci também jogou nas Duplas Mistas, onde chegou até semifinais.

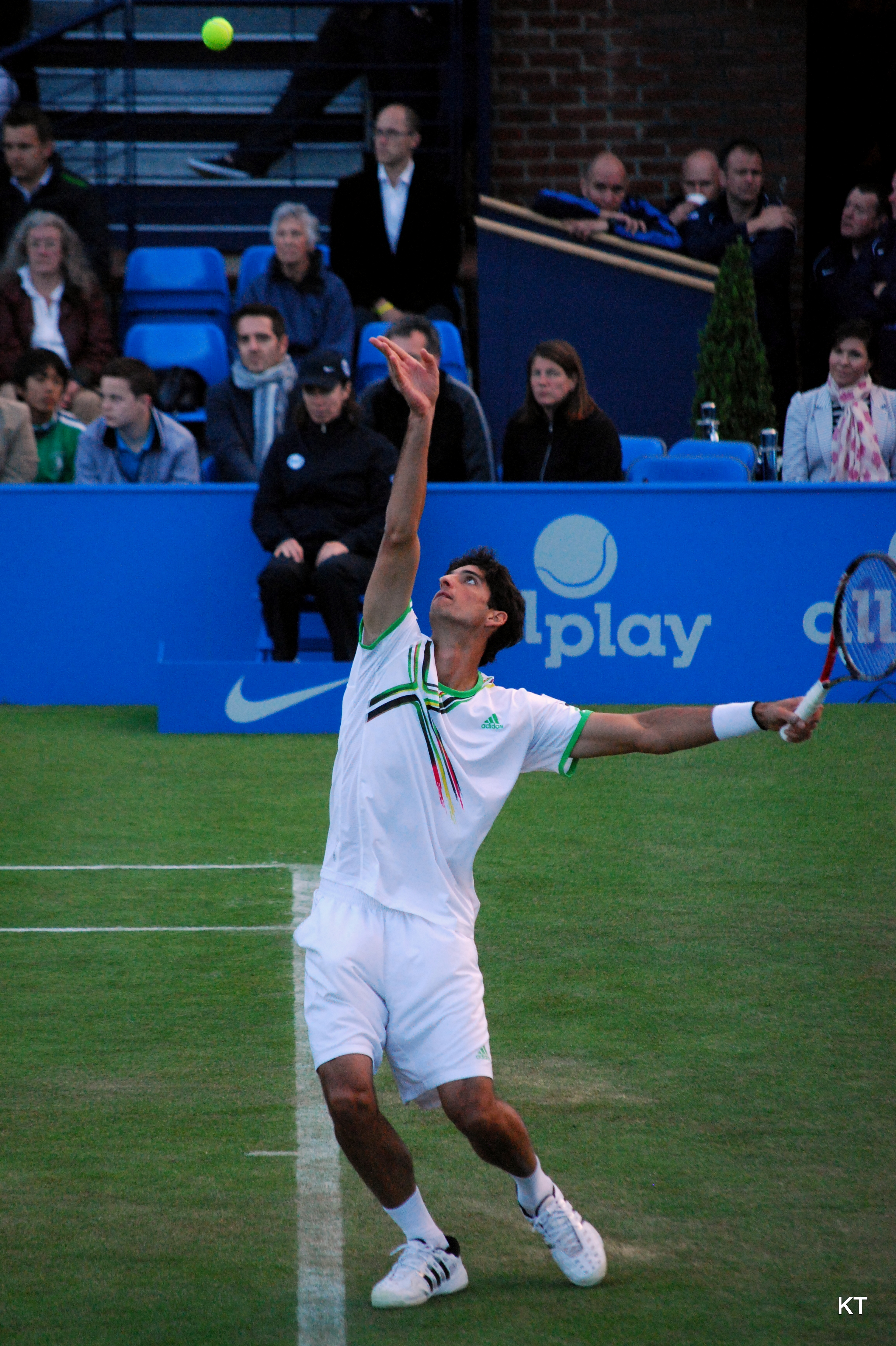
Bellucci em Queens, 2011

No início de junho, Thomaz Bellucci disputou o ATP 250 de Queen's, em Londres, na grama onde venceu 2 jogos (derrotou Grigor Dimitrov quando ainda era n.64 do mundo) e perdeu nas oitavas para o croata Marin Cilic, este ex-top 10 mundial e então 27º do mundo. 
No final de junho, Thomaz Bellucci disputou o Grand Slam de Wimbledon. Mas a sua participação se limitou à estreia da competição. Pois Bellucci, então o tenista número 1 do Brasil e 28º colocado no ranking mundial, cometeu vários erros não forçados e jamais esteve perto da vitória. E pelas parciais de 6/7(3), 4/6 e 2/6 ele foi superado pelo alemão Rainer Schuettler.
No início de agosto, no ATP 500 de Washington, perdeu para Marcos Baghdatis, n.26 do mundo, na segunda rodada.  Depois, Bellucci, então o 36º do ranking mundial, foi eliminado na segunda rodada do Masters 1000 de Montreal no Canadá, para o francês Richard Gasquet, então número 13 do mundo, por 2 sets a 0.
Logo depois, não teve uma boa estreia no torneio Masters 1000 de Cincinnati. Onde enfrentando um ex-tenista do Top 10, Fernando Verdasco, ele não conseguiu superar bolhas no pé e, mesmo lutando no segundo set, perdeu para o espanhol por 2 sets a 0, em parciais de 3/6 e 6/7(4), e deu adeus à competição norte-americana.
No final de agosto, o tenista brasileiro Thomaz Bellucci chegou a abrir 2 sets a 0 e caminhava para uma vitória tranquila na estreia do Grand Slam do US Open. Apesar da vantagem, ele permitiu a reação do adversário e acabou eliminado do quarto e último torneio do Grand Slam da temporada. Com uma virada incrível e direito a um 'pneu' no quinto set, o israelense Dudi Sela venceu Bellucci por 3 sets a 2, com parciais de 4/6, 2/6, 6/4, 6/3 e 6/0. O jogo durou 3 horas e 27 minutos de confronto. Em outubro, também foi eliminado na estreia, mas desta vez no ATP 500 de Pequim, na China, para o espanhol e ex-número 1 do mundo, Juan Carlos Ferrero, por 2 sets a 0.
Na semana seguinte, o brasileiro Thomaz Bellucci começou melhor, com uma boa primeira parcial, mas foi surpreendido em sua estreia no Masters 1000 de Xangai, na China. Onde diante do russo Dmitry Tursunov, então 41º do mundo, ele
foi eliminado de virada, pelas parciais de 7/6(5), 4/6 e 5/7.
No início de novembro, pela quinta vez seguida na temporada, Thomaz Bellucci se despediu de um torneio na primeira rodada. Desta vez, aconteceu no ATP 500 da Basileia, onde perdeu  por 2 a 1 para o finlandês Jarkko Nieminen.
Logo depois, em sua partida de estreia no Masters 1000 de Paris, na França, o brasileiro saiu na frente, só que não conseguiu evitar a virada, pois o russo naturalizado americano Alex Bogomolov Jr reagiu no segundo set, dominou o terceiro e saiu vitorioso por 2 sets a 1, pelas parciais de 6/4, 6/7 e 2/6.
Em novembro, o brasileiro Thomaz Bellucci desperdiçou a última chance de título na temporada ao perder na semifinal do ATP Challenger Tour Finals para o israelense Dudi Sela por 2 sets a 0, com um duplo 4/6. Bellucci era um dos favoritos para faturar o torneio, que aconteceu no Ibirapuera, em São Paulo. Esta foi a primeira vez, após quatro anos, que o tenista brasileiro, então número 37 do mundo, terminou o ano sem nenhuma conquista. No final do ano, ele deixou de ser treinado por Larri Passos, e passou a ter Daniel Orsanic como treinador. O tenista brasileiro Thomaz Bellucci terminou o ano de 2011 como 37º colocado do ranking mundial masculino da ATP.

### 2012
Em 2012, Bellucci começou o ano como nº 37 do mundo, terminando como nº 33.
No ATP 250 de Auckland, bateu o português Rui Machado, 68 no ranking mundial, por 2 sets a 0, e caiu diante do belga Olivier Rochus por 2 sets a 1, com parciais de 6/7(6), 7/5 e 6/7(5), pela segunda rodada.
Foi eliminado na segunda rodada do Grand Slam do Australian Open. Onde ele começou a partida arrasador, mas voltou a ser inconsistente e perdeu de virada com direito a um 'pneu' para o francês Gael Monfils, este cabeça de chave número 14 do torneio, por 3 sets a 1, parciais de 6/2, 0/6, 4/6 e 2/6.
Em fevereiro, Bellucci chegou à semifinal do ATP 250 do Brasil Open, mas exausto, foi eliminado por desgaste físico. Só não abandonou o jogo por respeito ao público (mais de 9 mil pessoas) que o apoiou até o final. Durante o confronto ele tentou encurtar os pontos com saque-e-voleio mas foi só questão de tempo para o experiente italiano Filippo Volandri ganhar a partida por 2 sets a 0, com parciais de 0/6 e 2/6.
Em março, Bellucci venceu três partidas no Masters 1000 de Indian Wells, nos Estados Unidos. E ele só foi parado nas oitavas de final, ao perder para Roger Federer, que viria a conquistar o título. Mesmo contra o número 3 do mundo, Bellucci fez boa partida e chegou a vencer o primeiro set, mas acabou levando a virada e perdeu o jogo por 2 sets a 1, e pelas parciais de 6/3, 3/6 e 4/6 . Foi o primeiro confronto entre ambos.
Já no Masters 1000 de Monte Carlo, Bellucci derrotou na 2ª rodada o então atual vice-campeão do torneio e sexto colocado do ranking mundial, David Ferrer, perdendo, porém, nas oitavas de final da competição para o holandês Robin Haase.
No início de maio, Thomaz Bellucci foi eliminado na estreia do Masters 1000 de Madrid. O
brasileiro, então 69º do mundo, perdeu de virada para o francês Richard Gasquet (então 18º do mundo), por 2 sets a 1, com parciais de 6/4, 4/6 e 6/7(5).

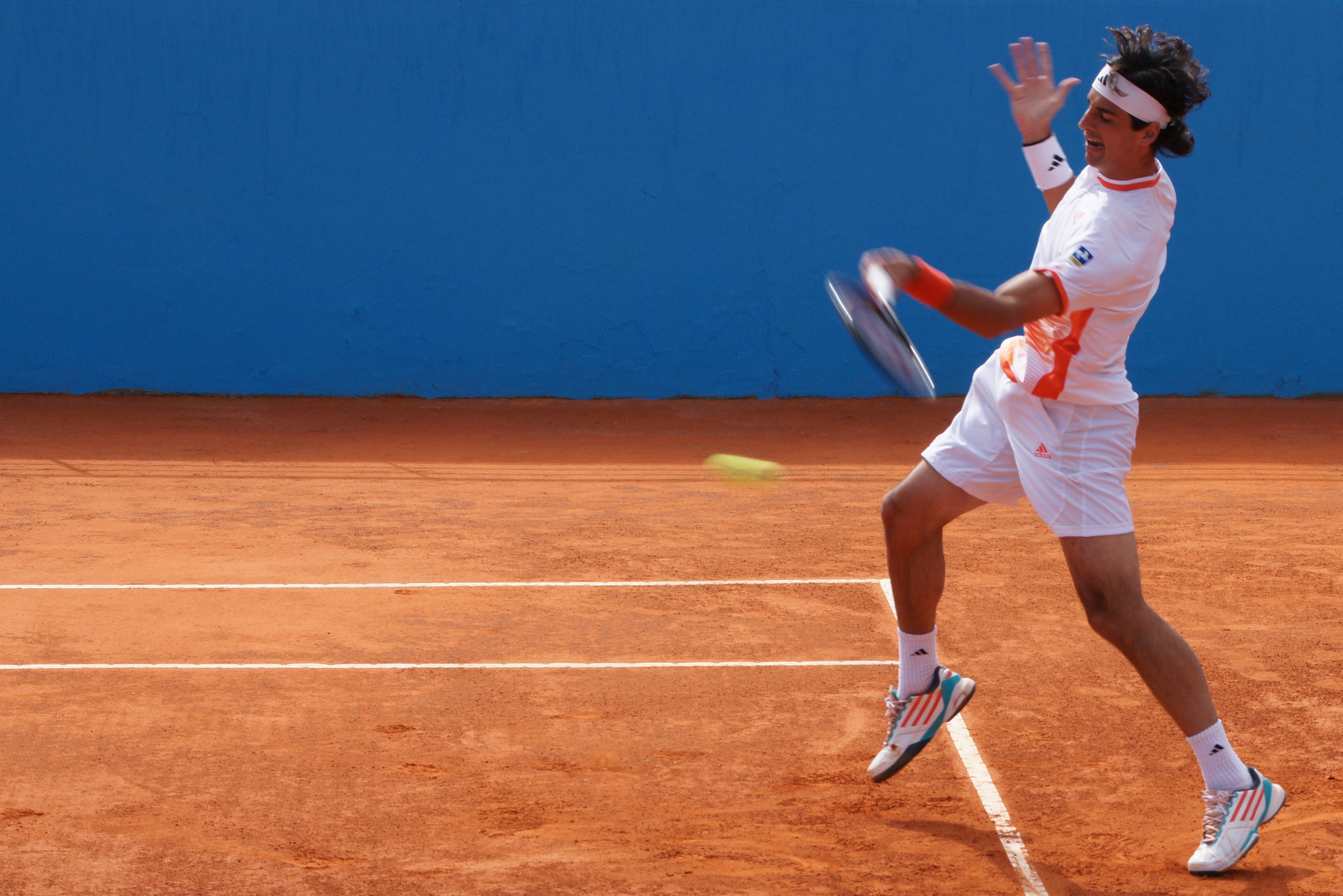
Thomaz Bellucci, Nice 2012

Na semana seguinte, foi eliminado na primeira rodada do Masters 1000 de Roma, na Itália, pelo russo Mikhail Youzhny, 34º colocado do mundo, por 2 sets a 1 com parciais de 2/6, 6/3 e 3/6.
Ainda em maio, ele furou o qualifying do ATP 250 de Nice, na França, e chegou às quartas de final do torneio. Mas foi impedido de continuar na competição ao perder para o francês Gilles Simon, então número 12 do mundo, por 2 sets a 0, com parciais de 5/7 e 0/6.
Na semana seguinte, ainda em maio, foi eliminado na primeira rodada do Grand Slam de Roland Garros pelo sérvio Viktor Troicki. A partida teve cinco sets e parciais de 4/6, 6/3, 5/7, 6/3 e 6/2. No final de junho, foi eliminado na estreia do Grand Slam de Wimbledon por Rafael Nadal, por 3 sets a 0, parciais de 7/6 (0), 6/4 e 6/3. Então número um do Brasil e 80 do ranking mundial, Bellucci chegou a abrir 4 a 0 no primeiro set, mas permitiu a virada e foi derrotado em 2 horas e 15 minutos de partida por Nadal, número 2 do ranking da ATP.

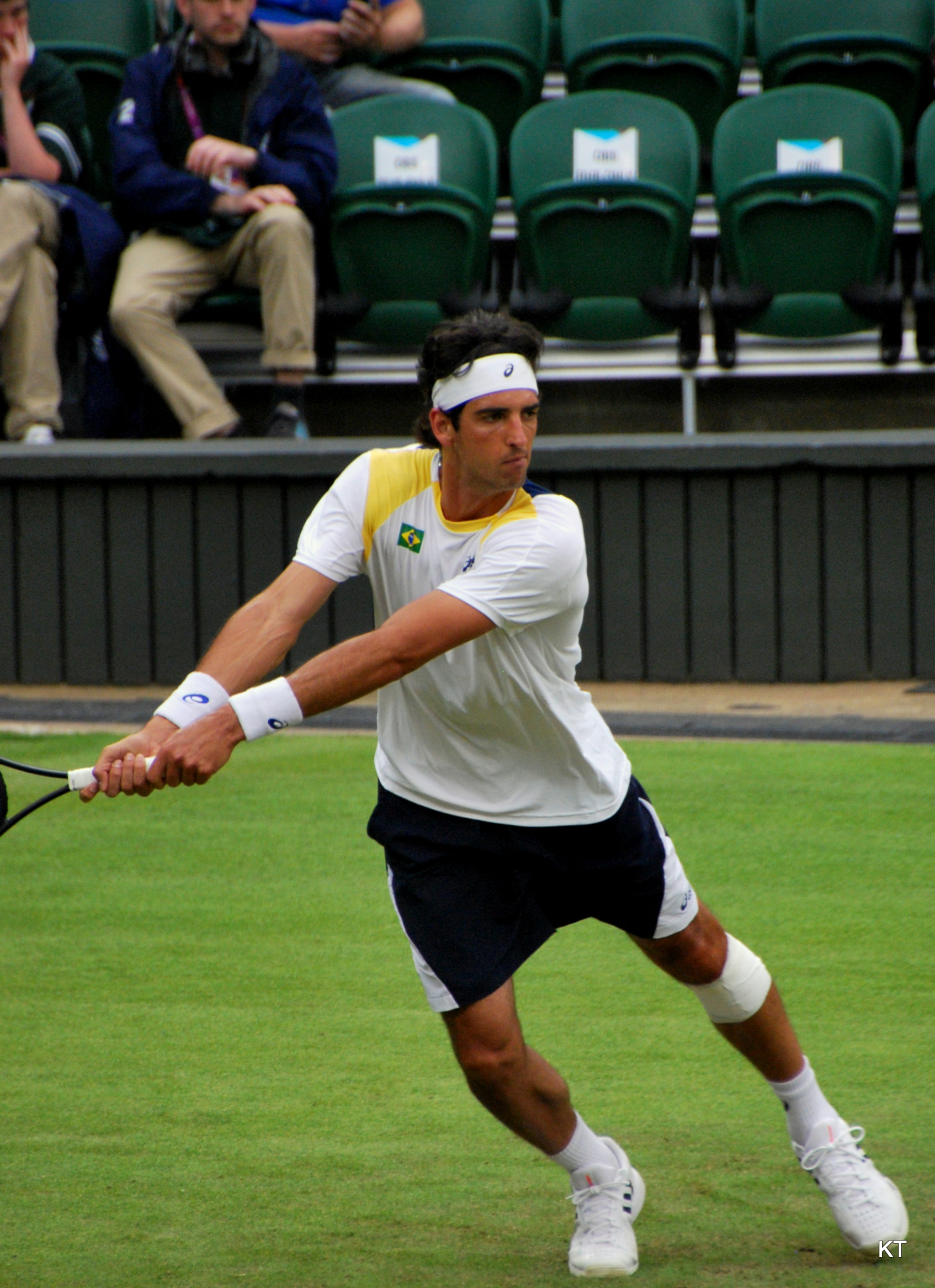
Bellucci nos Jogos Olímpicos de Londres 2012

Depois, o brasileiro Thomaz Bellucci ganhou um convite para disputar os Jogos Olímpicos de Londres 2012 nas chaves de simples e duplas. E na modalidade de simples, Bellucci venceu o primeiro set, mas tomou a virada e deu adeus aos Jogos Olímpicos de Londres ao perder na primeira rodada para o francês Jo-Wilfried Tsonga por 2 sets a 1, parciais de 7/6, 4/6 e 4/6. Nas duplas, jogando com André Sá, também foi eliminado na primeira rodada. Em seguida, chegou a cair para o número 80 do ranking mundial, porém logo se recuperou, embalando um bom momento e vencendo o forte Challenger de Braunschweig, na Alemanha. Onde na final do torneio derrotou o alemão Tobias Kamke por 7/6(4) e 6/3. Com isso subiu para a 64º posição do ranking.
Na semana seguinte, alcançou a semifinal do ATP 250 de Stuttgart, na Alemanha. Porém foi impedido de chegar a final do torneio alemão ao perder por 2 sets a 1(6/4, 2/6 e 6/4) para o então top 10 mundial Janko Tipsarević.
Se tornou bicampeão do ATP 250 de Gstaad, na Suíça, após derrotar os tenistas Blaz Kavcic, Mikhail Youzhny, Feliciano López, Grigor Dimitrov e o então oitavo colocado do ranking mundial, Janko Tipsarević, na final, obtendo assim a revanche da semifinal do ATP anterior. Com isto, Bellucci foi para o 40º lugar no ranking mundial. Este foi o terceiro título de simples de Bellucci em torneios da ATP. O primeiro havia sido justamente no ATP 250 de Gstaad, três anos antes. Já o segundo, foi em 2010, quando ele conquistou o ATP 250 de Santiago, no Chile.
Em agosto, Thomaz Bellucci, então 40° colocado do ranking mundial, foi eliminado na segunda rodada do ATP 250 de Winston-Salem, diante de Jo-Wilfried Tsonga, 6º do ranking mundial, por 2 sets a 0 com parciais de 3/6 e 6/7(3).

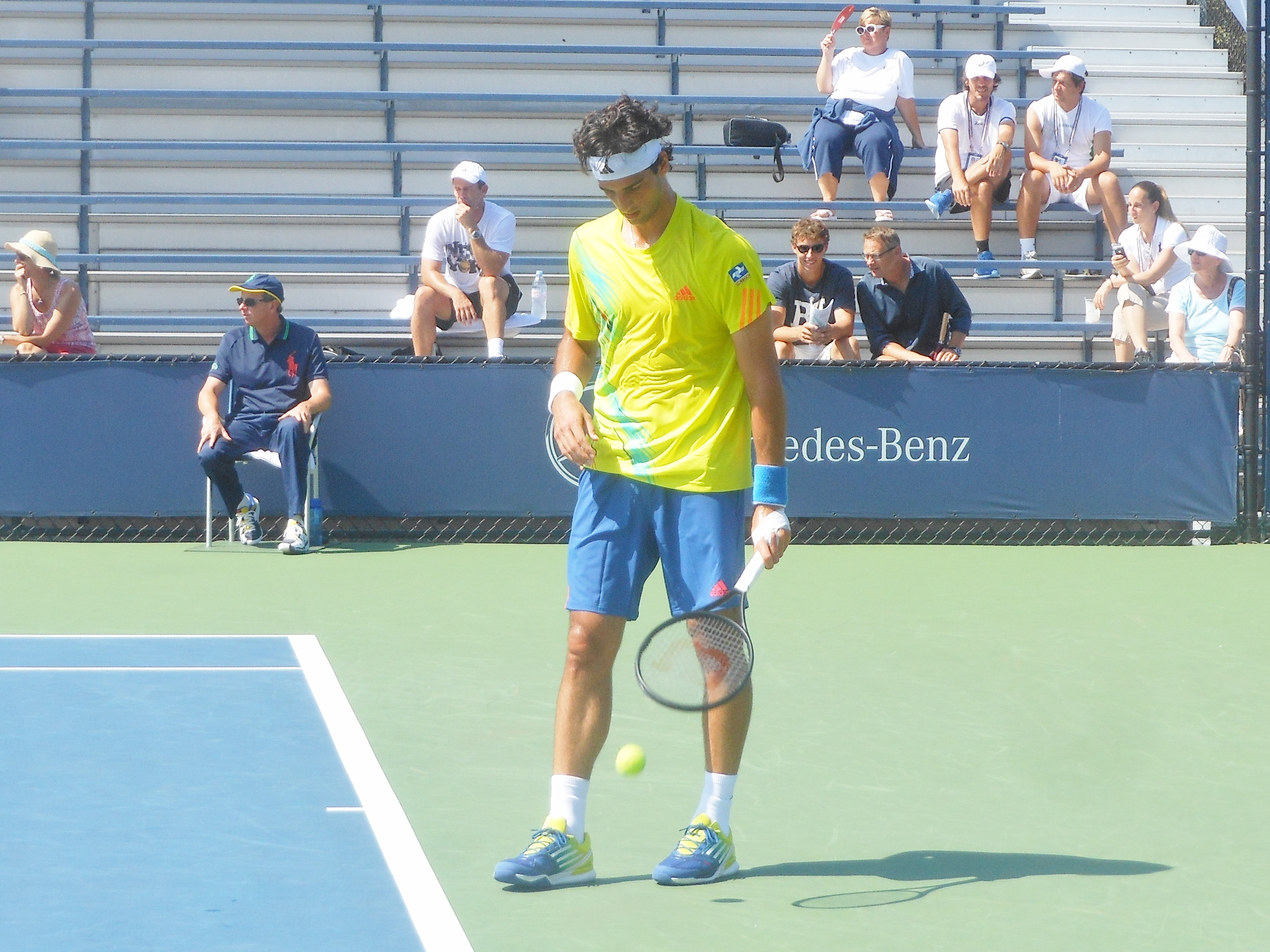
Bellucci no US Open 2012

No final de agosto, no US Open, enfrentou o espanhol Pablo Andujar, 37 do ranking mundial. Foi eliminado pelo placar de 3 sets a 1, parciais de 7/6(5), 3/6, 7/6(1) e 7/5, em quase quatro horas de jogo.
Em setembro, pela Copa Davis, Thomaz Bellucci ajudou o Brasil a voltar ao Grupo Mundial desse torneio após nove anos de ausência com duas vitórias sobre tenistas russos. No confronto diante da Rússia pela repescagem da Copa Davis, Bellucci venceu Teymuraz Gabashvili por 3 sets a 1, com parciais de 6/3, 4/6, 6/0 e 7/6(4), abrindo então 2 a 0 para o time brasileiro diante dos russos. Depois, atuando totalmente solto e sem nenhuma responsabilidade pelo fato de o Brasil já ter liquidado o confronto diante da Rússia, Bellucci venceu Alex Bogomolov Jr por 2 sets a 0, com parciais de 7/6(4) e 6/3), em São José do Rio Preto (SP), e deu o quarto ponto ao Brasil na série melhor de cinco duelos entre os dois países.
Em outubro, Thomaz Bellucci, então 40º colocado do ranking mundial, decepcionou em sua estreia no ATP 500 de Tóquio, no Japão. Onde o tenista brasileiro perdeu para o colombiano Alejandro Falla por 2 sets a 0, com parciais de 5/7 e 2/6, e não conseguiu confirmar o seu favoritismo diante de um rival que ele já havia batido em três de quatro confrontos até então.
Na semana seguinte, disputou o Masters 1000 de Xangai, na China. Foi eliminado ainda na estreia por Martin Klizan, 34º no ranking, por 2 sets a 0.
Ainda em outubro, chegou à sua primeira final de torneio ATP em piso hard, no ATP 250 de Moscou, na Rússia, onde venceu o italiano Flavio Cipolla, o polonês Jerzy Janowicz, e o super sacador Ivo Karlovic na semifinal por 2 sets a 1, parciais de 6/7 (5/7), 6/4 e 6/4. Porém na final, Bellucci que esteve muito perto de conquistar o seu primeiro
título em quadra rápida quando venceu o primeiro set pela parcial de 6/3 e vencia o segundo por 5/3, desperdiçou chances e acabou ficando com o vice-campeonato do ATP 250 de Moscou, levando a virada e perdendo para o italiano Andreas Seppi, este então 25º colocado no ranking mundial, por 2 sets a 1, com parciais de 6/3, 6/7(3) e 3/6.
Depois, ele teve que enfrentar o número 1 do mundo e supercampeão Roger Federer em seus domínios, em duelo válido pelas oitavas de final do ATP 500 da Basileia, na Suíça. E Bellucci deu trabalho ao tirar um set do suíço, mas acabou sendo derrotado por Federer por 2 sets a 1 e parciais de 3/6, 7/6(6) e 5/7. Esse foi o segundo confronto entre os dois, que se enfrentaram pela primeira vez em março de 2012 no Masters 1000 de Indian Wells. Naquela partida, o suíço também levou a melhor, mas também perdeu um set.
No final de outubro, foi eliminado na estreia do Masters 1000 de Paris, na França, sendo superado pelo sul-africano Kevin Anderson (então 39º do mundo). 
Em dezembro, o brasileiro Thomaz Bellucci surpreende e vence o suíço Roger Federer em um movimentado jogo-exibição no ginásio do Ibirapuera, em São Paulo. Onde pelas parciais de 7/5, 3/6 e 6/4, ele derrotou o tenista suíço por 2 sets a 1 e conquistou a primeira vitória de sua carreira sobre o supercampeão Federer.

### 2013
Em 2013, Bellucci começou o ano como nº 32 do mundo, terminando como nº 125.
O primeiro torneio que o brasileiro Thomaz Bellucci disputou na temporada de 2013 foi o ATP 250 de Auckland, na Nova Zelândia. E ele acabou eliminado nas oitavas de final da competição ao perder para o eslovaco Lukas Lacko por 2 sets a 0, com parciais de 3/6 e 5/7.
Depois, Bellucci disputou o Grand Slam do Australian Open, e na oportunidade ele era o tenista número 1 do Brasil, era também o número 33 do ranking mundial e 29º cabeça de chave do torneio australiano. Porém, ele se despediu logo na primeira rodada, pois caiu diante do esloveno Blaz Kavcic, então 93º colocado do ranking, por 3 sets a 0 e com fáceis parciais de 6/3, 6/1 e 6/3 após 1 hora e 59 minutos de jogo. Já nas duplas, Thomaz Bellucci chegou às quartas de final do Grand Slam do Australian Open, junto com o francês Benoit Paire.
Em fevereiro, Bellucci parou nas oitavas de final do ATP 250 do Brasil Open ao ser derrotado pelo italiano
Filippo Volandri, por 2 sets a 0,
parciais de 3/6 e 2/6, em apenas 1 hora e 09 minutos de partida e sob muitas vaias.
Em seguida, foi cabeça de chave número 4 no ATP 250 de Buenos Aires, na Argentina. Porém o brasileiro Thomaz Bellucci (então 38º do mundo) foi eliminado na estreia pelo jovem argentino Diego Schwartzman, por 2 sets a 1, parciais de 4/6, 6/4 e 1/6. Na época, com apenas 20 anos, o rival de Bellucci foi convidado da organização, ocupava a modesta 166ª colocação no ranking da ATP, não tinha título na carreira e nem sequer havia se tornado profissional. Esse foi o primeiro confronto entre os dois tenistas.
Já no ATP 500 de Acapulco, ele foi eliminado na estreia em simples. Mas, Bellucci foi as quartas de final do torneio nas duplas. E com isso, ele entrou pela primeira vez na carreira no top 100 do ranking de duplas da ATP. No início de março, Thomaz Bellucci foi eliminado do Masters 1000 de Indian Wells, nos Estados Unidos, após a derrota diante do australiano Bernard Tomic, este então 45º colocado do ranking mundial. Onde o tenista brasileiro cometeu erros fatais na parte final de cada set e foi eliminado logo na primeira rodada do torneio ao perder por 2 sets a 0, com parciais de 4/6 e 3/6.
E a fase de Thomaz Bellucci não andava mesmo boa, pois na sequência do circuito pelo challenger de Dallas, nos Estados Unidos, o brasileiro perdeu para o ucraniano Sergiy Stakhovsky, este então 108° colocado do ranking mundial, pelas parciais de 2/6, 7/6(8) e 4/6, e caiu novamente em uma estreia. A derrota para Stakhovsky foi a quinta consecutiva de Bellucci, pois o tenista paulista também vinha de derrota nas estreias do Masters 1000 de Indian Wells, ATP 500 de Acapulco e ATP 250 de Buenos Aires, além da queda nas oitavas de final do ATP 250 do Brasil Open.
Em seguida, no final de março, depois de cinco derrotas consecutivas, Thomaz Bellucci disputou o Masters 1000 de Miami, nos Estados Unidos. E ele espantou a má fase e voltou a vencer, pois o brasileiro virou na estreia sobre o alemão Daniel Brands, este então 68º do ranking mundial, e venceu por 2 sets a 1, com parciais de 2/6, 6/4 e 6/2. Na sequência, contando com o apoio decisivo do torcedor brasileiro, Bellucci derrotou o polonês Jerzy Janowicz, pela segunda rodada do torneio, e conseguiu um feito inédito até aquele momento na temporada. Pois, então o melhor tenista do Brasil, ele deixou de lado a má fase dos dois primeiros meses e meio de 2013 e, com parciais de 7/6(5), 3/6 e 6/3 sobre Janowicz, obteve, pela primeira vez no ano a duas vitórias consecutivas em um único torneio oficial. Mas em seguida, Bellucci foi eliminado na terceira rodada do Masters 1000 de Miami, ao ser derrotado pelo italiano Andreas Seppi por 2 sets a 1, e pelas parciais de 5/7, 6/4 e 2/6, em 2 horas de partida.
Em abril, o brasileiro Thomaz Bellucci, então melhor tenista brasileiro no ranking da ATP, foi eliminado pelo alemão Philipp Kohlschreiber em sua estreia no Masters 1000 de Monte Carlo. O alemão Kohlschreiber dominou a partida, disputada em quadra de saibro, e venceu por 2 sets a 0, com parciais de 6/4 e 6/2 em 1 hora e 16 minutos de disputa.
Ainda em abril, Bellucci sente lesão no abdômen e desiste de jogar pelas quartas de final do ATP 500 de Barcelona, ficando fora do circuito mundial por setenta e dois dias, onde durante esse período deixou de disputar torneios importantes como Munique, Madrid, Roland Garros, Eastbourne e Wimbledon.
Sem jogar desde abril, quando abandonou nas quartas de final do ATP 500 de Barcelona por conta de uma lesão abdominal, Thomaz Bellucci voltou às competições em julho e estreou com vitória no ATP 250 de Stuttgart, na Alemanha. Pois o brasileiro venceu o tcheco Lukas Rosol, este então cabeça de chave n° 7 do torneio, com um duplo 6/4, em 1 hora e 15 minutos. Mas em seguida, o brasileiro foi eliminado nas oitavas de final do torneio de Stuttgart ao ser derrotado pelo romeno Victor Hanescu por 2 sets a 0, com parciais de 1/6 e 4/6. Eliminado do torneio de Stuttgart na chave de simples, Bellucci permaneceu na competição para a disputa de duplas. E atuando ao lado do argentino Facundo Bagnis, o brasileiro Thomaz Bellucci conquistou seu primeiro título ATP de duplas. Onde na decisão do ATP 250 de Stuttgart, ele e Bagnis derrotaram a dupla polonesa formada por Tomasz Bednarek e Mateusz Kowalczyk por 2 sets a 1 (2/6, 6/4 e 11/9), em 1 hora e 18 minutos de jogo.
Depois de sua volta em Stuttgart, Bellucci voltou a ter consecutivas derrotas nas estreias dos ATPs de Hamburgo, Gstaad, Kitzbühel, Montreal Masters, Cincinnati Masters, US Open e duas derrotas pela Copa Davis para os alemães Florian Mayer e Daniel Brands.
Em seguida, Bellucci voltou a sentir uma lesão, só que agora uma tendinite no ombro direito que o fez parar para uma recuperação. Na sequência, em outubro, em uma fase ruim de sua carreira, Bellucci decidiu trocar de treinador, onde saiu Daniel Orsanic e chegou Francisco "Pato" Clavet, em buscas de melhores resultados no circuito mundial de tênis.
Após um mês afastado das quadras, Thomaz Bellucci volta ao circuito mundial em outubro pelo Challenger de Buenos Aires, na Argentina. Mas ele voltou a sofrer uma derrota na primeira rodada de um torneio, pois o paulista perdeu na estreia da competição argentina para o uruguaio Pablo Cuevas, este então número 401 do ranking mundial, por 2 sets a 0, com parciais de 3/6 e 4/6, em 1 hora e 26 minutos de jogo. A derrota aconteceu no mesmo dia em que ele deixou de ser o tenista número 1 do Brasil, pois Bellucci, então 152º do mundo, foi ultrapassado no ranking por Rogério Dutra Silva, o Rogerinho, e João Olavo Souza, o Feijão. A derrota para Cuevas também foi a décima consecutiva de Bellucci em chaves de simples, pois o tenista brasileiro também vinha de derrota nas estreias dos ATPs de Hamburgo, Gstaad, Kitzbühel, Montreal, Cincinnati e US Open, além de duas derrotas pela Copa Davis e uma nas oitavas de final do ATP 250 de Stuttgart.
Logo depois, em novembro, o canhoto paulista Thomaz Bellucci disputou o Challenger de Montevidéu, no Uruguai. E durante a competição o tenista brasileiro teve um boa sequência de vitórias e conquistou o título do Challenger uruguaio ao derrotar o tenista argentino Diego Schwartzman na decisão do torneio por dois sets a zero, e pelas parciais de 6/4 e 6/4. Em seguida, ainda em novembro, o canhoto Thomaz Bellucci voltou a disputar uma final de torneio Challenger, dessa vez o de Bogotá, na Colômbia. Mas na decisão perdeu o título da competição por desistência quando a partida estava em 2/6 e 0/3 por causa de uma nova lesão no abdômen. E por causa disso, ele volta para o estado de São Paulo para estudar essa nova lesão. Voltando desta leve Lesão abdominal, Thomaz Bellucci esperava uma boa temporada em 2014 e fez a pré-temporada com os também tenistas brasileiros Rogério Dutra Silva, Guilherme Clezar, Marcelo Demoliner e Fabiano de Paula, junto com João Zwetsch.

### 2014
Em 2014, Bellucci começou o ano como nº 125 do mundo, terminando como nº 65.
Em 2014, Bellucci voltou a disputar um qualificatório de Grand Slam após cinco anos. Venceu 3 jogos e se garantiu na chave principal do Grand Slam do Australian Open. Bellucci venceu na primeira rodada o alemão Julian Reister, e perdeu na segunda rodada para o forte tenista francês Jo-Wilfried Tsonga.
Na gira sulamericana, se destacou nos torneios brasileiros. Pois no ATP 500 do Rio Open, no Brasil, atingiu as quartas de final, onde foi eliminado pelo n.4 do mundo, o espanhol David Ferrer, em um jogo duríssimo, pelo placar de 6/4, 3/6 e 3/6. Na semana seguinte, pelo ATP 250 do Brasil Open atingiu a semifinal e foi derrotado em mais uma partida duríssima, pelas parciais de 4/6, 7/6(5) e 4/6, pelo argentino Federico DelBonis, este que se tornaria o campeão do torneio.
Em março, teve de abandonar o qualificatório para o Masters 1000 de Miami por conta de uma desidratação. Deste então, ele ficou parado para se recuperar e nem fez parte da equipe brasileira, que derrotou o Equador pelo Zonal Americano da Copa Davis. Em abril, então 105º colocado no ranking da ATP, não teve um bom retorno ao circuito mundial. O brasileiro caiu na primeira rodada do qualificatório para o Masters 1000 de Monte Carlo, em Mônaco, ao ser derrotado pelo espanhol Albert Montañés (então 57º do ranking) por 2 sets a 0, parciais de 1-6 e 4-6.
Ainda em abril, Thomaz Bellucci contou com a desistência de alguns tenistas para chegar à chave principal do ATP 250 de Bucareste, na Romênia, porém acabou eliminado logo na estreia do torneio ao perder para o uzbeque Denis Istomin, em dois sets, com duplo 6/7 (6-8).
Em maio, não conseguiu entrar na chave principal do Masters 1000 de Madrid. Ele foi derrotado na última rodada do qualifying pelo holandês Igor Sijsling. Ainda em maio, atingiu as quartas de final do ATP 250 de Munique na Alemanha, mas parou aí, pois não resistiu ao italiano Fabio Fognini, este então 15º do ranking e principal favorito do ATP alemão, e foi superado em sets diretos, com um duplo 6/2. Bellucci encerrou sua participação no ATP 250 de Munique com um saldo de cinco vitórias, sendo três pelo qualifying e dois pela chave principal, antes de ser batido porFognini. No final do mês, Bellucci foi eliminado na segunda rodada do Grand Slam de Roland Garros ao ser derrotado pelo italiano Fabio Fognini por 3 sets a 0. Assim, o tenista manteve a sina de não conseguir passar da segunda rodada da chave principal de um Grand Slam desde 2011, quando foi à terceira fase justamente no saibro de Roland Garros.

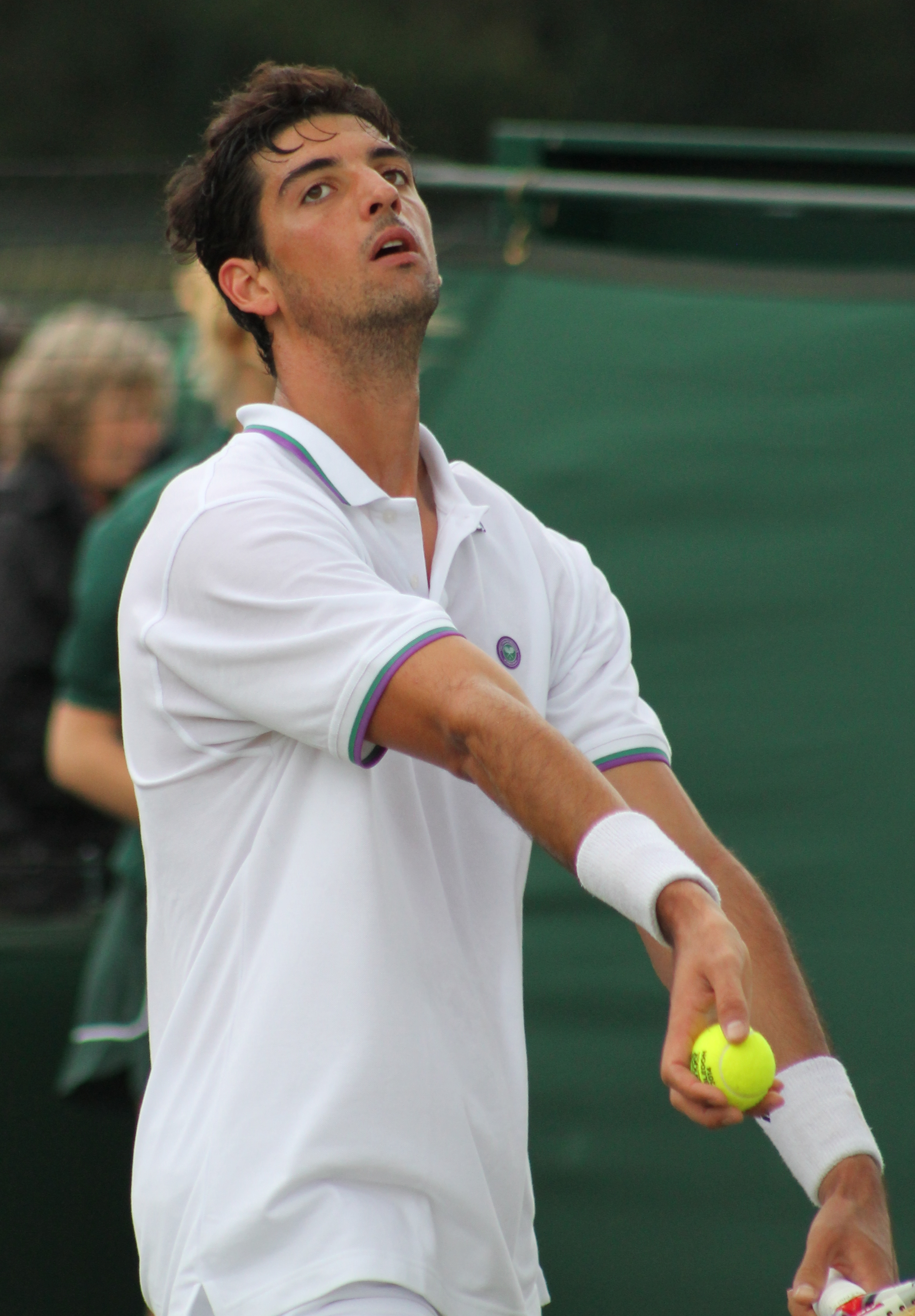
Bellucci no Torneio de Wimbledon de 2014

Em junho, Thomaz Bellucci entrou no qualificatório do Torneio de Wimbledon como cabeça de chave n° 1, mas não conseguiu chegar a chave principal. Foi eliminado na primeira rodada pelo australiano Luke Saville por 2 sets a 1.
No Challenger de Marburg, na Alemanha, foi derrotado nas oitavas de final pelo suíço Henri Laaksonen, este então número 260 do ranking mundial, por 2 sets a 1, parciais de 3/6, 6/3 e 6/7(4).
Na semana seguinte, Bellucci até passou pela primeira rodada do Challenger de Braunschweig, na Alemanha, mas na sequência perdeu para o alemão Philipp Petzschner, e foi eliminado nas oitavas de final do torneio.
Depois, na semana seguinte, Bellucci seguiu para a disputa do Challenger de Scheveningen, nos Países Baixos. Onde sofreu, mas virou e estreou com vitória no torneio ao vencer o belga Yannick Mertens, este então 255º do ranking mundial, por 2 sets a 1. Mas em seguida, ele amargou mais uma derrota prematura e acabou eliminado nas oitavas de final ao perder de virada para o italiano Matteo Viola, 172º do ranking mundial, por 7/5, 1/6 e 5/7.
Logo depois, continuou sem conseguir uma boa campanha em torneios, pois não aproveitou a oportunidade de ter entrando no ATP 500 de Hamburgo, na Alemanha, como lucky-loser e foi eliminado na estreia da competição pelo espanhol Pablo Andujar por 2 sets a 1 e, parciais de 4/6, 6/3 e 2/6, após 1 hora e 57 minutos de partida.
Em seguida, Thomaz Bellucci disputou o ATP 250 de Gstaad, na Suíça. Ganhou de Gerald Melzer na estréia, de Federico Delbonis nas oitavas, e caiu nas quartas de final contra Juan Mónaco. 
Três semanas depois, Bellucci, então 92 do ranking mundial, não teve uma boa estreia na gira sobre o piso rápido nos Estados Unidos, e foi eliminado na estreia do ATP 250 de Winston-Salem ao perder para o canadense Frank Dancevic, este então 138º do ranking mundial, pelo placar de 5/7, 6/3 e 2/6.
Na semana seguinte, no Grand Slam do US Open,venceu a estréia contra Nicolas Mahut.  Em seguida, ele teve boa atuação, mas foi derrotado pelo suíço Stanislas Wawrinka na segunda rodada do Grand Slam americano, por 3 sets a 1.
Na sequência, em setembro, pela Copa Davis, Thomaz Bellucci foi o principal nome na surpreendente vitória do time brasileiro sobre o time espanhol. Na primeira partida, precisou salvar um match point e sair de dois sets abaixo para vencer Pablo Andújar pela parciais de 3/6, 6/7 (6-8), 6/4, 7/5 e 6/3, em um jogo que durou aproximadamente quatro horas. Já na segunda partida, garantiu a classificação brasileira para o Grupo Mundial da Copa Davis ao vencer Roberto Bautista-Agut, este então 15º no ranking mundial da ATP, por 3 sets a 1 (6/4, 3/6, 6/3 e 6/2). Ao final do jogo, Bellucci concedeu uma entrevista ao canal SporTV visivelmente emocionado. Depois de ser o herói da classificação do Brasil para o Grupo Mundial da Copa Davis, Thomaz Bellucci disputou o Challenger de Orleans, na França. E acabou ficando com o vice-campeonato do torneio ao perder na final para o ucraniano Sergiy Stakhovsky por 2/6 e 5/7. Já horas depois de perder a chance de levantar seu primeiro troféu de simples da temporada, o brasileiro voltou à quadra para jogar. E junto com o compatriota André Sá ganhou o título de duplas do Challenger de Orleans. Onde eles lutaram muito, conseguiram reagir após perder o primeiro set e derrotaram a parceria formada pelo norte-americano James Cerretani e o sueco Andreas Siljestrom, de virada, por 5/7, 6/4 e 10/8 no match-tiebreak.
Na semana seguinte, após ser vice-campeão do Challenger de Orleans, perdeu nas oitavas de final do Challenger de Mons, na Bélgica. Na semana seguinte, deixou escapar a chance de se vingar do turco Marsel Ilhan (que o eliminou em Mons) em sua partida de estreia no Challenger de Rennes, na França. Pois o brasileiro, então número 68 do ranking mundial, desperdiçou match points e foi derrotado, de virada, por 2 sets a 1 e, parciais de 7/6(4), 6/7(2) e 3/6.
No ATP 250 de Viena, enfrentou, nas oitavas de final, o espanhol Feliciano López, então terceiro cabeça de chave do torneio e 14° no ranking mundial, que na semana anterior foi semifinalista do Masters 1000 de Xangai, após derrotar o compatriota Rafael Nadal na estreia. E no duelo contra o espanhol, Bellucci teve uma boa atuação e venceu, de virada, a López, por 2 sets a 1 e, parciais de 6/7(9), 6/1 e 6/4. Em seguida, nas quartas de final, em mais uma exibição de intensos altos e baixos, o brasileiro viveu um pouco de tudo e acabou eliminado pelo sérvio Viktor Troicki, este ex-número 12 do ranking mundial, por 2 sets a 1, com parciais de 6/7(4), 7/6(2) e 2/6.
Bellucci, então número 58 do ranking, entrou no qualifying do ATP 500 de Valência, na Espanha, venceu 2 jogos e fez uma boa estreia na chave principal, onde mesmo diante de um ex-Top 10 e do campeão desse torneio na temporada anterior, o brasileiro dominou as ações e derrotou o russo Mikhail Youzhny (atual n.27 do mundo) por 2 sets a 0. Passou pelas oitavas de final por desistência de Roberto Bautista-Agut. Já nas quartas de final, enfrentou o espanhol David Ferrer, 5º colocado do ranking mundial, e não resistiu, sendo derrotado por 2 sets a 0, com parciais de 1/6 e 2/6.
No final de novembro de 2014, Bellucci confirmou o fim da parceria com o técnico Francisco "Pato" Clavet. "Foi uma decisão de comum acordo. O Pato tem alguns projetos pessoais para o ano que vem na Espanha que o impossibilitaria de viajar a temporada inteira”, explicou o paulista. “Eu quero um técnico que me acompanhe o circuito. Então finalizamos amigavelmente o que havíamos combinado há um pouco mais de um ano. Nosso acordo era até o final desse ano", complementou o canhoto de Tietê, que começou a trabalhar com Francisco "Pato" Clavet em outubro de 2013. "Só tenho a agradecer ao Pato. Acho que juntos cumprimos o que havíamos nos comprometido. Não tive um bom primeiro semestre, mas nunca desistimos. Continuamos trabalhando, pois sabíamos que os resultados viriam e foi isso que aconteceu. Juntos, voltamos ao top 50 que era uma das nossas metas", afirmou o então tenista número 1 do Brasil.
Em dezembro, já em reta final de pré-temporada, Thomaz Bellucci disputou uma série de exibições em Teresina, capital do Piauí. Então 65º do ranking mundial, o paulista foi o principal nome de um desafio Brasil x Argentina nos moldes dos confrontos da Copa Davis, disputado em uma quadra de saibro. Bellucci teve a companhia do gaúcho André Ghem, então terceiro melhor tenista do Brasil e a época 166° do ranking, contra os argentinos Guido Andreozzi, então 186º colocado mundial, e Martín Alund, então 244º do ranking, que defenderam a Argentina.

### 2015
Em 2015, Bellucci começou o ano como nº 64 do mundo, terminando como nº 37.
Bellucci iniciou a temporada de 2015 sofrendo derrotas no ATP 250 de Auckland e no Australian Open. No início de fevereiro, no ATP 250 de Quito, obteve um bom resultado, chegando à semifinal.
Em fevereiro, Thomaz Bellucci (então 63º do ranking mundial) teve a vitória nas mãos em sua estreia no ATP 250 do Brasil Open, no Brasil. Mas, ele sofreu uma incrível derrota, pois mesmo com torcida do seu lado, o terceiro set dominado e um match-point a seu favor, ele foi eliminado ainda na primeira rodada do Brasil Open, ao perder de virada para o canhoto eslovaco Martin Klizan, então 38º do ranking mundial. A partida teve 2 horas e 35 minutos de duração e parciais de 5/7, 6/3 e 7/5. Na semana seguinte, pela primeira rodada do ATP 500 do Rio Open, teve que enfrentar Rafael Nadal, perdendo de 2 sets a 0.
No final de março, foram necessárias aproximadamente três horas de partida para que enfim encerrasse a série negativa de oito derrotas consecutivas, derrotando o ex-número 1 do mundo, Lleyton Hewitt, na estreia do Masters 1000 de Miami, pelo placar de 7/5, 6/7(2) e 6/4. Em seguida, pela segunda rodada da competição, ele teve um duelo difícil contra o uruguaio Pablo Cuevas, este 19° cabeça de chave da competição. Onde, depois de perder o primeiro set e sofrer uma ligeira torção no pé no segundo set, o brasileiro reagiu, fez dezenas de jogadas milimétricas, brigou ponto por ponto e superou de virada o uruguaio, este então 21º do ranking, por 2/6, 6/2 e 7/5, após quase 2 horas e 40 minutos de partida. Logo depois, Bellucci começou dominando a partida mas foi derrotado pelo ucraniano Alexandr Dolgopolov por 2 sets a 0 (5/7 e 4/6) e acabou eliminado na terceira rodada do Masters 1000 de Miami.
Depois, largou bem no saibro europeu, no ATP 500 de Barcelona, onde o brasileiro, então 75º do mundo, passou pelo qualifier japonês Yuichi Sugita, então 140º do mundo, em apenas 49 minutos de jogo. Em seguida, após recuperar o posto de tenista número 1 do Brasil no ranking, Bellucci foi eliminado pelo espanhol Roberto Bautista Agut (então 16º do mundo)por 2 sets a 0.
Na semana seguinte, Thomaz Bellucci chegou às quartas de final do ATP 250 de Istanbul, na Turquia, competição que em 2015 fez sua estreia no circuito da Associação dos Tenistas Profissionais. . 

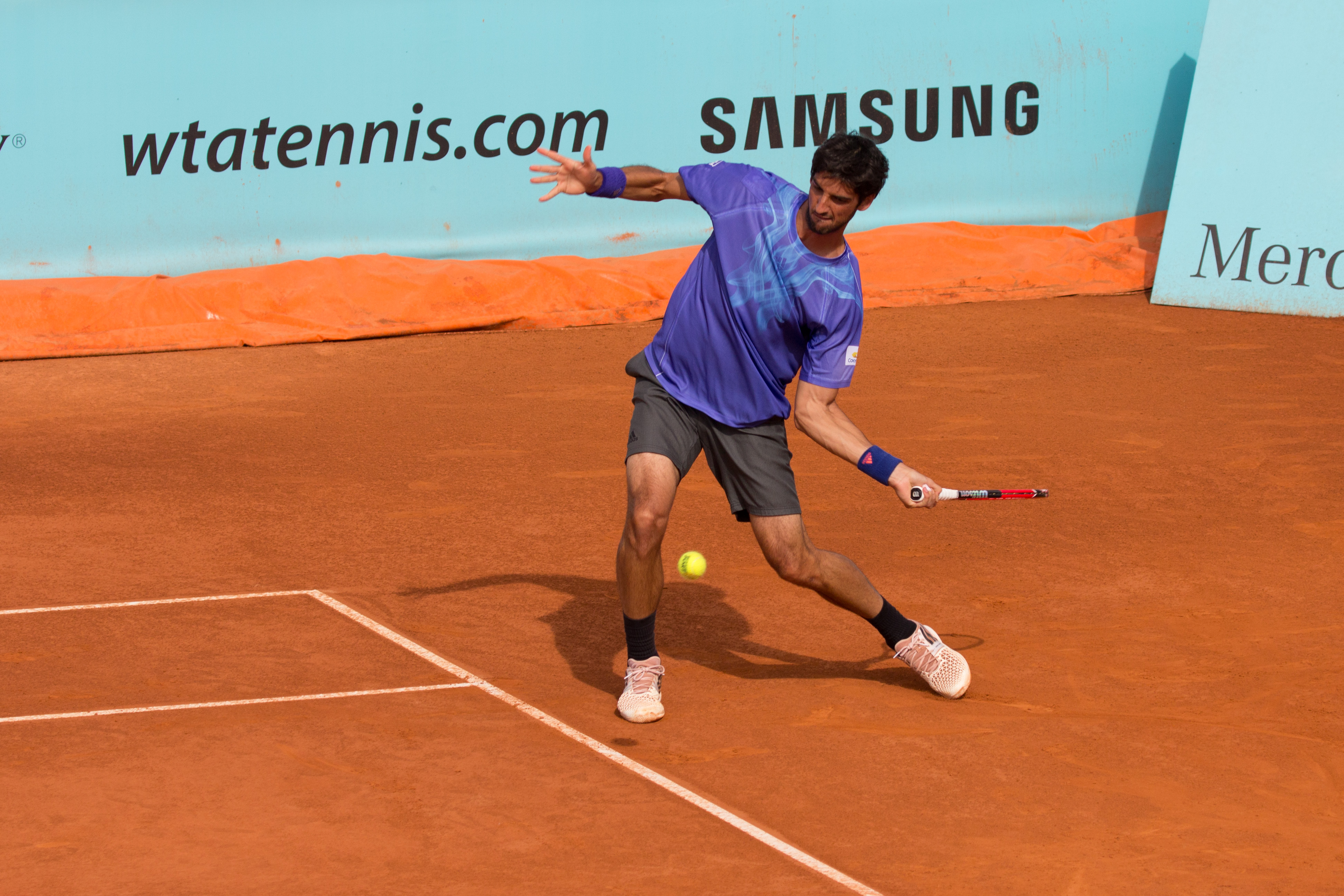
Bellucci em Madri 2015

Em seguida, menos de 24 horas depois de ser eliminado em Istanbul, Bellucci estreou bem no
qualificatório do Masters 1000 de Madrid, na Espanha. Ganhou 2 jogos, entrou na chave principal, e venceu o francês Jeremy Chardy, então 32 do ranking mundial, por 2 sets a 0 (6/4 e 7/5) na 1a rodada.   Em seguida, Bellucci jogou muito nos dois primeiros sets, onde salvou três match points no segundo, mas sofreu um incrível
"apagão" no terceiro set (quando deixou o adversário abrir 5/0) e foi eliminado na segunda rodada do Masters 1000 de Madrid, pelo "gigante" norte-americano John Isner, de 2,08m de altura e então 18º colocado no ranking mundial, por 2 sets a 1, com parciais de 6/7 (5), 7/6 (11) e 1/6.
No Masters 1000 de Roma, Bellucci também teve que ir ao qualificatório. Venceu os 2 jogos e entrou na chave principal. Lá, chegou às oitavas de final do torneio, derrotando Diego Schwartzman e Roberto Bautista Agut (19º do mundo).    Já nas oitavas de final, depois de quatro anos, Thomaz Bellucci voltou a enfrentar o sérvio Novak Djokovic, este novamente no posto de número 1 do mundo. E assim como no confronto anterior entre eles, o brasileiro começou arrasador, levando o jogo de igual para igual, e vencendo o primeiro set. Mas bastou alguns games depois, e Bellucci deixou o nível cair, e Djokovic aproveitou para fechar a partida de virada, por 2 sets a 1, com parciais de 7/5, 2/6 e 3/6. Esse foi o terceiro duelo da carreira de Bellucci contra Djokovic. E o segundo em que ele conseguiu tirar um set do sérvio, este então líder do ranking mundial. Isso também ocorreu na semifinal do Masters 1000 de Madrid de 2011, em que o sérvio venceu de virada. O outro jogo entre eles foi na edição de 2010 do Masters 1000 de Roma, com triunfo por 2 sets a 0 do tenista da Sérvia.
Na semana seguinte, o paulista Thomaz Bellucci, então 60° do mundo, aproveitou o bom momento para estrear com vitória no ATP 250 de Genebra na Suíça. Onde, ele derrotou o cipriota Marcos Baghdatis, este então cabeça de chave número 7 do torneio e 58° do mundo, de virada, pelas parciais de 6/7 (5-7), 6/3 e 6/3. Na sequência, pelas oitavas de final, Bellucci derrotou o uzbeque Denis Istomin, este então 66º do mundo, por 2 sets a 0, com um duplo 6/4. Em seguida, nas quartas de final, Bellucci fez uma partida de altos e baixos, mas a atuação foi suficiente para
derrotar o espanhol Albert Ramos, este então 63º do mundo, por 2 sets a 1, com
direito a "pneu", pelas parciais de 6/0, 1/6 e 6/3. Nas semifinais, Bellucci passou à final do ATP 250 de Genebra, após uma vitória consistente sobre o colombiano Santiago Giraldo, este então 67º do mundo, por 2 sets a 0, parciais de 6/3 e 6/4. Já na final, derrotou o tenista português João Sousa, este então 50° do mundo e 6° cabeça de chave do torneio, por 2 sets a 0, parciais de 7/6(7-4) e 6/4, sagrando-se campeão do torneio. Assim, o tenista brasileiro voltou a ser campeão de simples em torneios de nível ATP depois de quase três anos, pois a última vez havia sido em julho de 2012, pelo ATP 250 de Gstaad, também na Suíça. Esse foi o quarto título nível ATP de Bellucci na carreira. Todos os quatro títulos foram conquistados no saibro, e três deles na Suíça. Com o título do ATP 250 de Genebra, Bellucci ganhou 250 pontos, e isso resultou em grande salto no seu ranking, pois pulou da 60ª posição mundial para a 40ª.

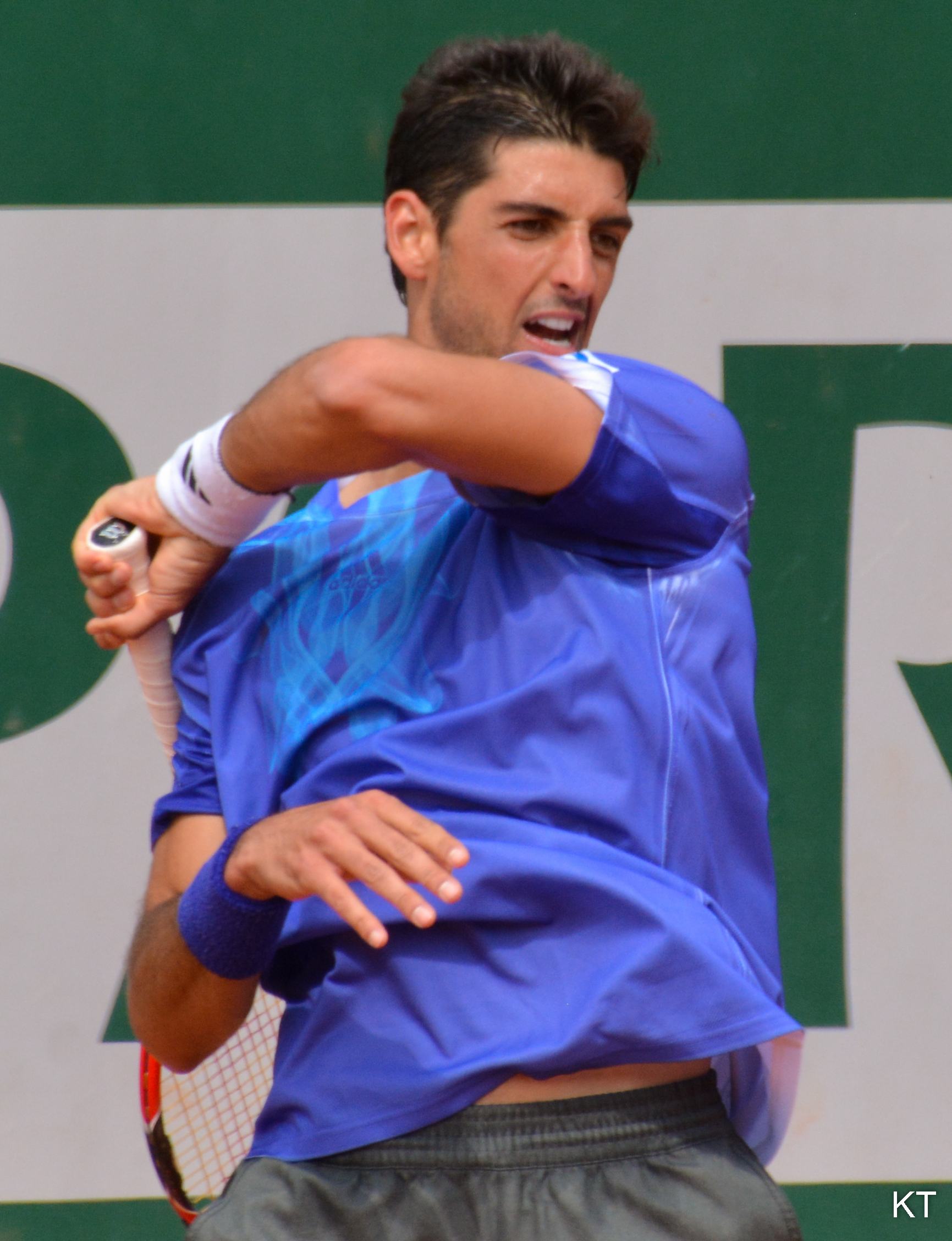
Bellucci em Roland Garros 2015

Em seguida, estreou com vitória no Grand Slam de Roland Garros, na França, derrotando o australiano Marinko Matosevic, este então 100° do mundo, por 3 sets a 0, e parciais de 6/1, 6/2 e 6/4. Logo depois, pela segunda rodada, Bellucci encerrou a sequência positiva de seis vitórias consecutivas. O número 40 do ranking mundial começou bem a partida, mas deixou seu desempenho cair e foi derrotado pelo nº 5 do mundo, o japonês Kei Nishikori, por 3 sets a 0, parciais de 5/7, 4/6 e 4/6.
Na sequência, ele disputou sua primeira partida oficial do ano na grama. Entretanto, perdeu na estreia do ATP 250 de Nottingham, para o ex-número um do mundo juvenil e então 76º do ranking mundial, o alemão Alexander Zverev, por 2 sets a 1, com parciais de 6/7(6), 6/3 e 6/4. Seu próximo torneio foi o Grand Slam de Wimbledon, onde teve o azar de pegar Rafael Nadal, que o venceu por 3 sets a 0 (6/4, 6/2, 6/4). Este foi o quinto confronto entre os dois e a quinta vitória de Nadal sem perder sets.
No saibro do ATP 250 de Bastad, venceu 2 jogos , mas perdeu nas quartas de final para a jovem revelação alemã Alexander Zverev (então 123º do mundo). Bellucci começou bem a partida e tomava o rumo de uma vitória tranquila, porém, "parou" de jogar quando tinha uma quebra de vantagem no segundo set, perdeu sete games consecutivos e levou a virada por 2 sets a 1, parciais de 7/5, 4/6 e 6/2.  
Na semana seguinte, foi a Suíça para jogar o ATP 250 de Gstaad, este disputado no saibro e onde Thomaz Bellucci foi campeão em 2009 e 2012. Fez boa campanha, chegando á semifinal do torneio.   Pelas quartas de final, conseguiu uma grande vitória de virada e derrubou o então atual campeão do torneio, o espanhol Pablo Andújar, então 49º do mundo, com parciais de 3/6, 6/4 e 6/1. Na semi, foi derrotado pelo belga David Goffin, então 14º colocado do ranking mundial e cabeça de chave 1 em Gstaad, por 2 sets a 0, parciais de 6/4 e 6/2. Após a semifinal no saibro de Gstaad, Bellucci saltou oito postos e chegou à 31ª posição mundial, sua melhor colocação depois de mais de quatro anos.
Após cair na estreia do ATP 500 de Washington, Bellucci se recuperou com vitória na gira de quadras rápidas, desta vez na
estreia do Masters 1000 de Montreal, no Canadá. Onde com um grande poder de decisão, superou o uruguaio Pablo Cuevas (então 31º do mundo) por 2 sets a 1, parciais de 7/6(4), 4/6 e 7/6(4). Na sequência, seu adversário foi o então número 1 do mundo, Novak Djokovic. Entretanto, mesmo estando em boa fase, não conseguiu vencer o sérvio Djokovic, pois então 33º do mundo, ele até incomodou o tenista da Sérvia, mas acabou derrotado por 2 sets a 0, com parciais de 6/3 e 7/6(4), em partida válida pela 2ª rodada do Masters 1000 de Montreal. Além desse confronto, Bellucci já havia enfrentado Djokovic em outras três oportunidades. A primeira vez em 2010, no Masters 1000 de Roma, perdeu em sets diretos, com um duplo 6/4. No ano seguinte, pela semifinal do Masters 1000 de Madri de 2011, fez um grande jogo, onde venceu o primeiro set por 6/4 e vencia o segundo por 3/1, mas mesmo com essas vantagens acabou derrotado de virada por 2 sets a 1 (4/6, 6/4 e 6/1) - caso tivesse triunfado nessa partida, se tornaria o 11° colocado do ranking mundial. Por fim, no primeiro semestre de 2015, os dois se reencontraram no Masters 1000 de Roma. E Bellucci venceu o primeiro set, mas perdeu de virada por 2 sets a 1 (5/7, 6/2 e 6/3).
Após a derrota para o então 1 do mundo Novak Djokovic, no Canadá, Bellucci voltou à quadra pelo Masters 1000 de Cincinnati, nos Estados Unidos. E na estreia venceu o tcheco Jiří Veselý, então 44° do mundo, por 2 sets a 0,
com parciais de 7/6 (7-5) e 6/2. Pela segunda rodada, ele foi superado pelo tcheco Tomás Berdych, então número 6 do mundo, por 2 sets a 0, com parciais 6/2 e 6/3. Mas mesmo eliminado do Masters 1000 americano, Bellucci subiu para o 30º lugar do ranking mundial da ATP por ter passado uma rodada. E essa foi sua melhor posição desde o dia 20 de junho de 2011, quando ocupava a 28ª colocação.
Na semana seguinte, Bellucci foi cabeça de chave n° 6 do ATP 250 de Winston-Salem, nos E.U.A.
Foi até as quartas de final.   Atuando há seis semanas seguidas e sentindo incômodo na região lombar, ele foi derrotado pelo 88º colocado mundial, o tunisiano Malek Jaziri, por 6/3 e 6/2.
Na semana seguinte, cabeça de chave em um Grand Slam depois de quase três anos, Bellucci deu início à sua campanha no US Open. Ganhou de 2 tenistas de fora do top 100 mundial nas 2 primeiras rodadas.  Pela primeira vez na sua carreira, venceu os dois primeiros jogos do Grand Slam de Nova York. Na sequência, o começo de partida foi promissor, porém, a liderança de Bellucci no duelo de terceira rodada do US Open contra Andy Murray durou apenas um game. Pois depois de um primeiro set equilibrado (uma quebra de vantagem a favor de Bellucci), o número 3 do mundo encontrou o caminho para abafar o tenista brasileiro e distribuiu grandes jogadas. Bellucci ainda tentou a reação no terceiro set, mas errou muito quando menos podia. O britânico, seguro durante todo tempo, conquistou a vitória por 3 a 0, parciais de 6/3, 6/2 e 7/5.
Logo após o US Open, sem grandes dificuldades, Bellucci fez o Brasil começar com o pé direito a briga com a Croácia para voltar à elite do tênis mundial. Na estreia na repescagem da Copa Davis, o paulista derrotou o croata Mate Delić por 3 sets a  1 - parciais de 6/1, 6/4, 3/6 e 6/4 - no Costão do Santinho, em Florianópolis. Em seguida, a torcida compareceu, fez sua parte, apoiou o tempo todo, mas não deu. Bellucci alternou bons e maus momentos diante da jovem revelação croata Borna Coric, de apenas 18 anos, e, com dores na região lombar, anunciou desistência quando o placar marcava 2 sets a 1, parciais de 6/2, 4/6, 7/6(4) e 4/0, após 3h11 de partida. O resultado deu a vitória para a Croácia no confronto: 3 a 1 com a vitória do próprio Coric sobre João "Feijão" Souza e do surpreendente triunfo de Ivan Dodig e Franko Skugor sobre Marcelo Melo e Bruno Soares nas duplas. Bellucci foi o responsável pelo único ponto do Brasil, ao superar Mate Delić na estreia.
Posteriormente, em sua primeira partida desde que abandonou o confronto diante de Borna Coric, na Copa Davis, o paulista Thomaz Bellucci, então 31 do mundo, foi eliminado na estreia do ATP 500 de Pequim, na China. Seu carrasco foi o espanhol David Ferrer, então sétimo colocado no ranking mundial. O placar ficou em 2 a 0 para o europeu, parciais de 6/4 e 6/3. O confronto durou 1h26m em quadra dura.
Na semana seguinte, ainda na China, enfrentando uma parada duríssima na estreia, Thomaz Bellucci deu adeus ao Masters 1000 de Xangai ao ser eliminado pelo tenista do Canadá Milos Raonic logo na primeira rodada do torneio. Então nono colocado do ranking mundial, o canadense venceu por suados 2 sets a 0 e ambos no tie-break (parciais de 7/6-5 e 7/6-2).
Na sequência, em 20 de outubro, Thomaz Bellucci, então o 33º do ranking mundial, foi eliminado em sua estreia no ATP 500 de Viena, na Áustria, ao ser derrotado pelo francês Gaël Monfils, então 21º colocado no ranking mundial, de virada, com parciais de 6/7 (5), 6/3 e 6/4, em 2h28min de partida. Este foi o terceiro confronto entre eles e o paulista seguia sem vencer o rival.
Na semana seguinte, em meio a uma fase ruim em um dos melhores anos da carreira, o brasileiro Thomaz Bellucci sofreu a quinta derrota consecutiva, desta vez para o alemão Mischa Zverev, então 215º colocado do ranking mundial, e foi eliminado logo na estreia no ATP 250 de Valência, na Espanha. Então número 1 do Brasil e 39 do mundo, Bellucci perdeu por 2 sets a 1 em três tie-breaks, com parciais de 7-6(4), 6-7(2) e 7-6(5), em 2h55min de partida.
Na sequência, Thomas Bellucci, então 40º tenista do ranking da ATP, acabou com a série de cinco derrotas seguidas, pois estreou com vitória no Masters 1000 de Paris, vencendo o russo Teimuraz Gabashvili, então 50º do mundo, em dois sets, por duplo 6-4. Mas no dia seguinte, no terceiro confronto da temporada entre Thomas Bellucci e Novak Djokovic, o resultado da partida não fugiu do que foram os encontros anteriores. Pois pela segunda rodada do Masters 1000 de Paris, Bellucci se esforçou demais e fez um jogo de igual para igual com o então líder do ranking da ATP. Porém, simplesmente o sérvio mostrou mais uma vez que estava um nível acima do paulista de Tietê, mantendo a invencibilidade sobre o tenista brasileiro e vencendo por 7/5 e 6/3, em 1h34min.

### 2016
Em 2016, Bellucci começou o ano como nº 37 do mundo, terminando como nº 61.
A temporada não começou das melhores para Thomaz Bellucci. Sorteado para enfrentar David Goffin (16º no ranking) logo em sua estreia no ATP 250 de Brisbane, o brasileiro acabou caindo por um duplo 6/4.
Na semana seguinte, foi derrotado por 2 sets a 0 pelo ucraniano Alexandr Dolgopolov na estreia no ATP 250 de Sydney, na Austrália. Para amenizar a derrota na chave de simples, Bellucci chegopu á semifinal de duplas,  onde perdeu para o romeno Florin Mergea e o indiano Rohan Bopanna por 2 sets a 0.
Estreou com vitória tranquila no Australian Open, Mas perde na 2a rodada para o americano Steve Johnson, cabeça de chave número 31 do torneio, por 3 sets a 0. Nas duplas, ao lado do compatriota Marcelo Demoliner, foi eliminado também na segunda rodada.

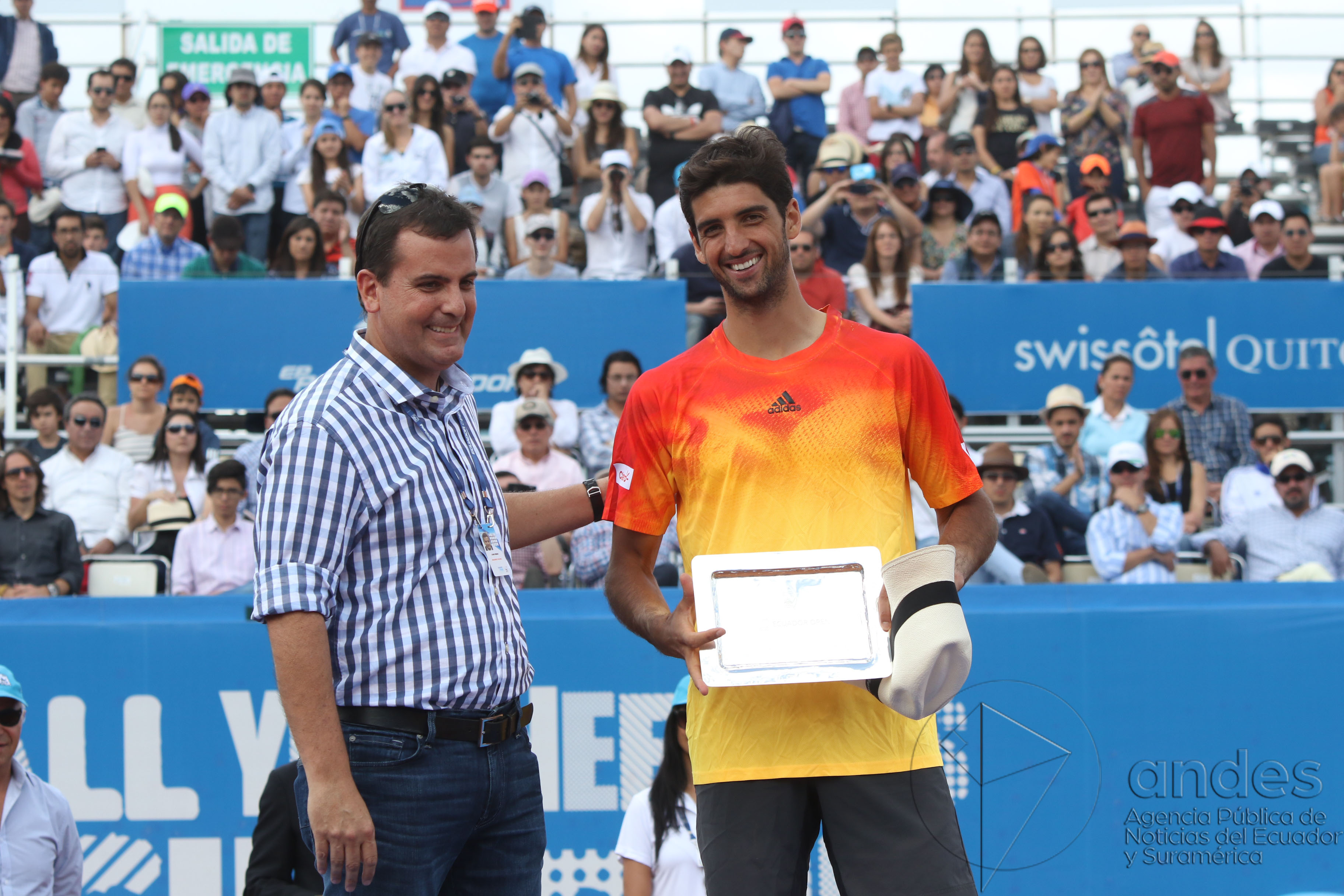
Bellucci recebendo seu troféu em Quito

Na sequência, no ATP 250 de Quito, Bellucci chegou a duas finais de competições ATP. Nas simples, ele entrou na 2ª rodada por ser cabeça-de chave 3. Até as quartas de final enfrentou tenistas espanhóis. Derrotou Albert Montañés, Pablo Carreño Busta, Paolo Lorenzi e avançou à decisão para enfrentar Víctor Estrella Burgos da República Dominicana. Na final, depois de um bom começo e um tênis sólido por quase dois sets inteiros, Thomaz Bellucci, então 35º do mundo, não jogou bem na hora decisiva e acabou com o vice-campeonato, levando a virada contra o dominicano, 58º do ranking mundial, por 2 sets a 1 com parciais de 4/6, 7/6 (7/5) e 6/2. Já nas duplas, ao lado do gaúcho Marcelo Demoliner, chegaram até a final do torneio  ficando com o vice-campeonato.
Na sequência, foi eliminado por Alexandr Dolgopolov em sua estreia no Rio Open. Oitavo cabeça de chave do único ATP 500 realizado na América do Sul, ele foi superado de virada pelas parciais de 6/7 (3-7), 7/5 e 6/2. Eliminado em simples, o paulista se manteve no torneio jogando duplas ao lado de Demoliner, com quem avançou até a semifinal. Onde os cabeças de chave número 2 no Rio Open, os colombianos Juan Sebastian Cabal e Robert Farah fizeram valer o favoritismo e venceram por 2 sets a 0, com duplo 6/4.
Ao longo do 1º semestre, sofreu mais eliminações em primeiras rodadas de Masters 1000 e ATPs 500 para jogadores do top 50 mundial, como Borna Coric, Guillermo Garcia-Lopez, Alexander Zverev e Milos Raonic.
No Masters 1000 de Roma, em maio, faz boa campanha, ao vencer 2 jogos contra os franceses Gael Molfils (14 do mundo) e Nicolas Mahut (48 do mundo), perdendo nas oitavas pra Novak Djokovic, n.1 do mundo, mas arrancando 1 set do tenista sérvio.
Em Roland Garros, deu o azar de pegar Richard Gasquet (n°12 do mundo) na 1ª rodada, e perde por 3x0. Em Wimbledon, é derrotado por outro top 50, Sam Querrey, na 2ª rodada.
Na primeira semana de julho, Thomaz Bellucci conquistou o bicampeonato do forte Challenger de Braunschweig no qual ele foi o cabeça de chave número 1. O torneio dava 125 pontos ao vencedor e era jogado no saibro. Ele venceu Iñigo Cervantes (75 do mundo e cabeça 2 do torneio) na final , por 6/1 , 1/6 , 6/3, assim voltando ao top 50 do ranking. Esse foi seu nono titulo em 14 finais de nível Challenger.
Foi à final do Challenger de Biella em julho.

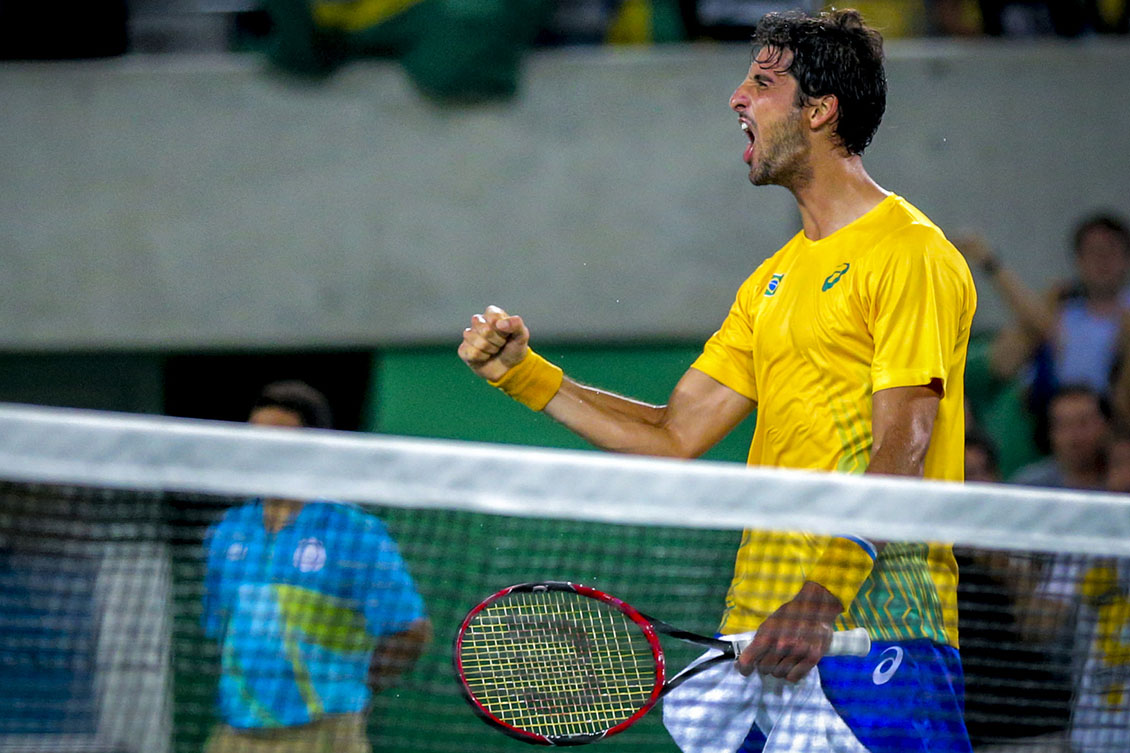
Bellucci nos Jogos Olímpicos de 2016

Em agosto, nos Jogos Olímpicos de Verão de 2016, Bellucci fez uma grande campanha: derrotou o cabeça-de-chave n°11 Pablo Cuevas na 2ª rodada, o cabeça-de-chave n°8 David Goffin nas oitavas de final, e nas quartas de final, fez o seu melhor confronto contra Rafael Nadal, ganhando o 1º set contra a lenda espanhola, mas acabou perdendo o jogo por 2 sets a 1. Nas duplas, junto com André Sá, conseguiu derrotar a forte dupla britânica Murray/Murray, cabeça-de-chave n.2, por duplo 7/6, perdendo na 2a rodada por 2 sets a 1 para a dupla italiana Fognini/Seppi.
Chegou à semifinal do ATP 250 de Shenzen em setembro, ganhando do n.22 do mundo Bernard Tomic nas quartas, e perdendo somente pro top 10 Tomas Berdych na semi. 
Em outubro, fez as quartas de final no ATP 250 de Moscou.
Em dezembro, Bellucci se casou com a jornalista Gabriela Cabrini, filha do jornalista Roberto Cabrini.

### 2017
Em 2017, Bellucci começou o ano como nº 61 do mundo, terminando como nº 113.
Neste ano, Bellucci teve como melhores resultados: a final do ATP 250 de Houston, e a semifinal do ATP 250 de Quito. Sua maior vitória foi contra o n.5 do mundo, Kei Nishikori, na 1a rodada do ATP 500 do Rio de Janeiro, por 2 sets a 0. Também derrotou Sam Querrey, n° 25 do mundo, no ATP de Houston.
Também fez uma semifinal de duplas no ATP 250 de Bastad, junto com André Sá.
Devido à grande quantidade de derrotas em rodadas iniciais, com consequente baixa obtenção de pontuação, Bellucci termina o ano sem ranking para participar das chaves principais dos torneios ATP, voltando aos Challengers.

### 2018
Em 2018, Bellucci começou o ano como nº 112 do mundo, terminando como nº 225.

### 2019
Em 2019, Bellucci começou o ano como nº 226 do mundo, terminando como nº 319.

## Vida pessoal
Desde 2016, Bellucci é casado com a jornalista Gabriela Cabrini, filha do também jornalista Roberto Cabrini.